# Cultura d'Irlanda
La cultura d'Irlanda és el conjunt de llengua, costums i tradicions, música, art, literatura, folklore, cuina i esports associats a Irlanda i al poble irlandés. Durant la major part de la seua història registrada, la cultura irlandesa ha estat sobretot gaèlica. També ha estat influenciada per la cultura anglonormanda, anglesa i escocesa. Els anglonormands envaïren Irlanda al s. XII, mentre que la conquesta i colonització d'Irlanda del s. XVI i XVII la protagonitzaren els anglesos i escocesos (o escocesos de l'Ulster). Hui dia, hi ha notables diferències culturals entre els d'origen catòlic i protestant (especialment l'Ulster protestant, separat de la resta de l'illa), i entre els nòmades irlandesos i la població establerta.
A causa de l'emigració a gran escala d'irlandesos, la cultura irlandesa té un abast global i festes com la diada de Sant Patrici i Halloween se celebren arreu del món. La cultura irlandesa ha estat en certa manera heretada i modificada per la diàspora irlandesa, que al seu torn ha influït en el país d'origen.
Encara que hi ha molts aspectes únics de la cultura irlandesa, comparteix trets substancials amb els de Gran Bretanya, altres estats de parla anglesa, d'europeus predominantment catòlics i els altres països cèltics.
L'illa d'Irlanda és famosa pel Llibre de Kells, la música tradicional irlandesa i escriptors com Jonathan Swift, Brendan Behan, Niall Horan, Douglas Hyde, Flann O'Brien, Sheridan Le Fanu, Sean O'Casey, George Berkeley, James Joyce, George Bernard Shaw, Richard Brinsley Sheridan, Oliver Goldsmith, Oscar Wilde, Bram Stoker, W. B. Yeats, Samuel Beckett, Séamus Heaney i altres.
El primer metge amb títol nobiliari que va existir, Hans Sloane, era un metge irlandés que tenia afició per la botànica i la seua col·lecció de plantes fou el nucli del Museu Britànic. Figures culturals irlandeses del s. XX inclouen Christy Moore, Pat Ingolsbht, Shane MacGowan i Sinéad O'Connor. En l'àrea de l'espectacle destaquen U2, Bob Geldof, Thin Lizzy, Horslips, Rory Gallagher, The Corrs, The Cranberries, Westlife, Chris De Burgh i Van Morrison; en música més tradicional destaquen Enya, The Dubliners i The Chieftains entre d'altres, i en l'espectacle de dansa Riverdance. La dansa irlandesa és popular arreu del món.

## Agricultura i tradició rural

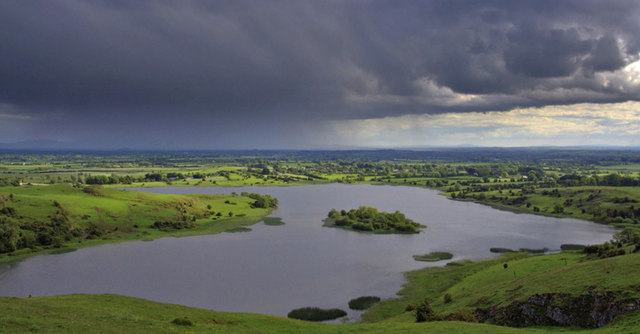
Lough Gur, un antic assentament agrícola irlandés

Com ho demostra l'evidència arqueològica de llocs com els Camps Céide al comtat de Mayo i Lough Gur al comtat de Limerick, l'agricultura a Irlanda és una activitat que es remunta als inicis de la colonització humana. En èpoques històriques, texts com el Táin Bó Cúailnge mostren una societat en què el bestiar representa una font primària de riquesa i estatus. Poc n'havia canviat en el moment de la invasió normanda d'Irlanda als s. XII i XIII. Giraldus Cambrensis va retratar una societat gaèlica en què la ramaderia i la transhumància eren la norma.

### Municipis, pobles, parròquies i comtats
Els normands reemplaçaren l'administració tradicional de la terra dels clans (llei Brehon) pel sistema senyorial de la tinença de la terra i l'organització social. Això dugué a la imposició del llogaret, la parròquia i el comtat sobre el sistema nadiu de townlands. En general, una parròquia era una unitat civil i religiosa amb una mansió, un poble i una església al centre. Cada parròquia incorporà un o més pobles urbans existents dins dels límits. Amb l'extensió gradual del feudalisme anglés sobre l'illa, l'estructura irlandesa del comtat entrà en crisi i desaparegué al 1610.
Aquestes estructures segueixen sent de vital importància en la vida quotidiana de les comunitats irlandeses. A part del significat religiós de la parròquia, la majoria d'adreces postals rurals són noms de cases i pobles. El poble i la parròquia són punts clau al voltant dels quals es construeixen rivalitats esportives i altres formes d'identitat local, i la majoria de les persones senten un fort sentit de lleialtat al seu comtat nadiu.

### Propietat de la terra i fam de la terra
Amb la conquesta anglesa elisabetiana, la conquesta d'Irlanda per Cromwell, i les plantacions organitzades dels colons anglesos i escocesos, els patrons de la propietat de la terra a Irlanda s'alteraren molt. El vell ordre de transhumància i ramaderia de camp obert fou reemplaçat per una estructura de grans hisendes, petits arrendataris amb més o menys precarietat en els contractes d'arrendament i una massa de treballadors sense terra. Aquesta situació continuà fins a la fi del s. XIX, quan l'agitació de la Lliga de la Terra inicià la reforma agrària. En aquest procés, els antics inquilins i obrers esdevingueren propietaris de terres, amb grans finques dividides en petites i mitjanes explotacions. El procés continuà fins ben entrat el s. XX amb el treball de la Comissió de Terres d'Irlanda. Això contrastava amb Gran Bretanya, on molts dels grans estats es deixaren intactes. Una conseqüència n'és el fenomen cultural àmpliament reconegut de la "fam de la terra" entre la nova classe d'agricultors irlandesos: significa que les famílies llauradores faran el que siga per retenir la propietat de la terra dins la unitat familiar, amb l'ambició d'adquirir terres addicionals. Una altra n'és que els hillwalkers a Irlanda hui són més constrenyits que el seu parió a Gran Bretanya, perquè és més difícil acordar avingudes amb tants petits grangers implicats en una ruta donada que amb un sol terratinent.

## Festes i festivals

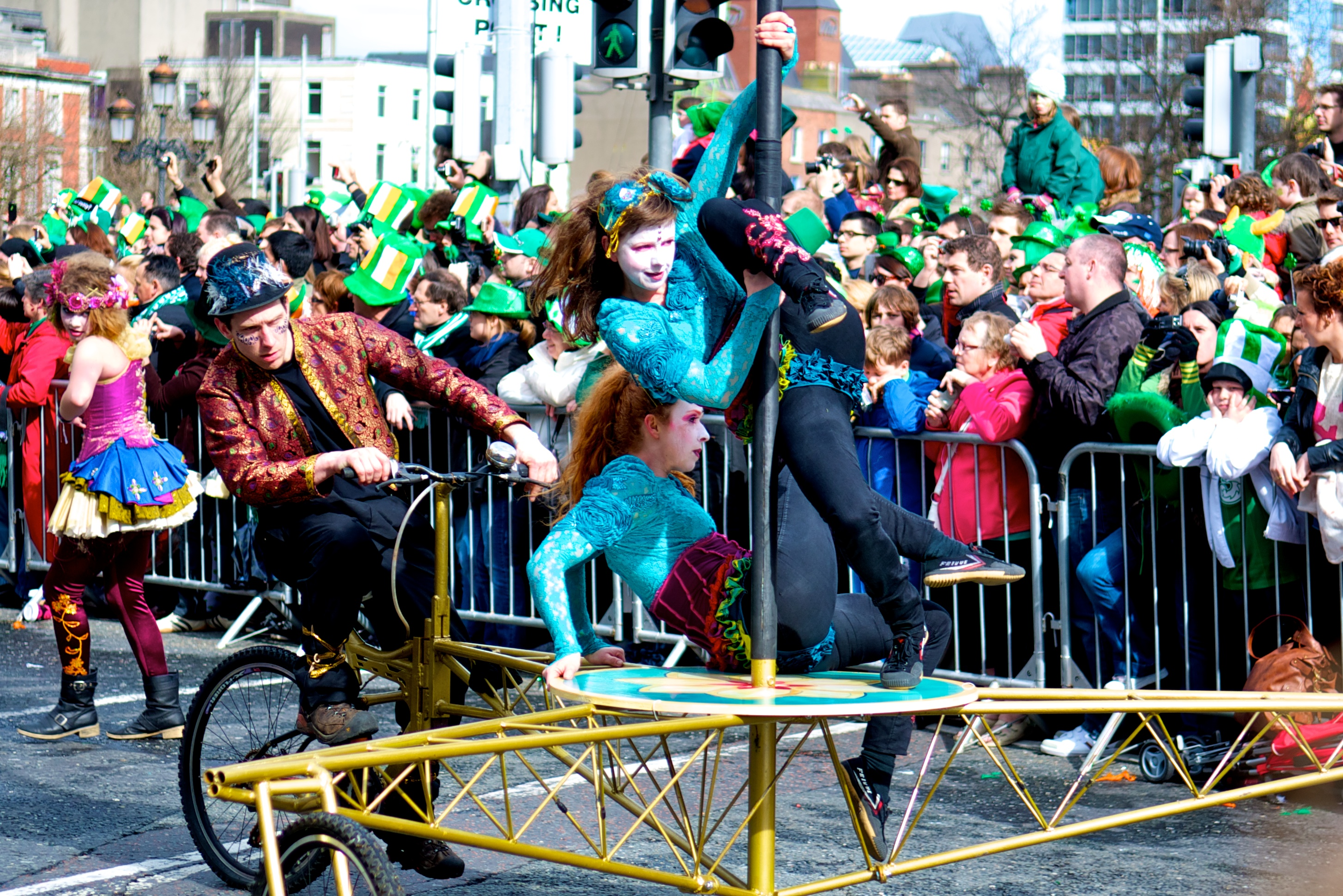
Celebració de la Diada de St. Patrici a Dublín

La major part del calendari irlandés de hui encara reflecteix els vells costums pagans, principalment d'origen cèltic, associats a tradicions cristianes de posterior introducció, amb presència encara significativa. El Nadal a Irlanda inclou diverses tradicions locals, algunes no relacionades amb el cristianisme. El 26 de desembre (diada de Sant Esteve o Wren Boy's Day), hi ha el costum que els joves s'abillen amb vestits estrafolaris i màscares, i desfilen pels carrers cantant melodies tradicionals.
La festa nacional a la República d'Irlanda és la Diada de Sant Patrici, que se celebra el 17 de març amb desfilades i festivals en ciutats i pobles de tota l'illa i per la diàspora irlandesa arreu del món, en record del sant patró d'Irlanda. La llegenda li atribueix el desterrament de les serps de l'illa, i l'ensenyament als irlandesos del concepte de la Trinitat utilitzant un trèvol de tres fulles, per ressaltar la creença cristiana de «tres persones divines en l'únic Déu». Altres festes importants de l'Església catòlica són la Pasqua i festes marianes.
A Irlanda del Nord el 12 de juliol, es commemora la victòria de Guillem III d'Anglaterra en la batalla del Boyne com un dia festiu celebrat pels protestants britànics, la gran majoria dels quals viuen a Irlanda del Nord.
Una celebració d'origen precristià és el dia de Santa Brígida (1 de febrer, conegut com a Imbolc o Candelera), basat en la dea cèltica Brigit, el dia festiu de la qual se celebra a principi de la primavera; també hi ha Beltane (maig), Lúnasa (agost) i Samhain (novembre). L'últim se celebra extensament al món com a Halloween, incloent els Estats Units, seguit pel dia de Tots Sants, una altra festa cristiana associada a una festa irlandesa tradicional.

## Religió

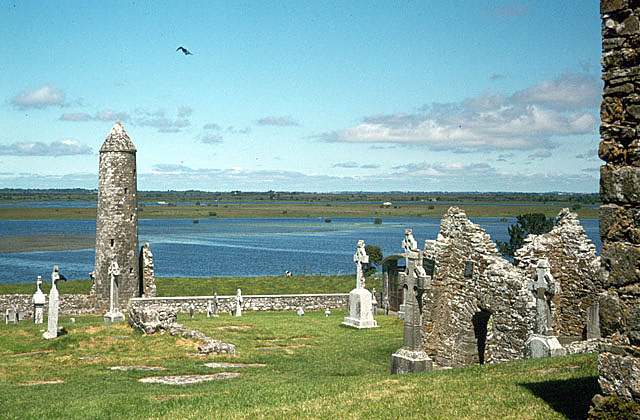
Les ruïnes de l'antic monestir de Clonmacnoise, comtat d'Offaly

El cristianisme, en forma de catolicisme i protestantisme, és la religió més practicada a Irlanda. El cristianisme fou portat a Irlanda durant o abans del s. V, i la seua història s'associa a sant Patrici, patró d'Irlanda. El festival cèltic de Samhain, conegut com a Halloween, s'originà a Irlanda.
La majoria de la gent de l'illa és catòlica; hi ha una minoria significativa de protestants procedents de Gran Bretanya que es concentra a Irlanda del Nord. Les tres esglésies protestants són l'Església d'Irlanda, la presbiteriana i la metodista. S'hi uneixen altres més, com la baptista, grups evangèlics dels Estats Units i l'Exèrcit de Salvació, a més d'ortodoxos orientals, testimonis de Jehovà i l'Església de Jesucrist dels Sants dels Últims Dies. També hi ha centres per a budistes, hindús, bahais, pagans, Islam i judaisme.
A la República d'Irlanda, la darrera vegada que un cens demanà a les persones que especificaren la seua religió fou al 2011. El resultat en va ser 84,16% de catòlics, 2,81% d'Església d'Irlanda (anglesa), 1,07% d'Islam, 0,54% de presbiteriana, 0,9% d'ortodoxos, 2,07% d'altres grups religiosos, i 5,88% d'identificats com a no religiosos. Al voltant de l'1,59% no hi declararen identitat religiosa. Entre els catòlics, l'assistència setmanal a l'església disminuí del 87% el 1981 al 60% el 1998, tot i que és una de les taxes d'assistència més altes d'Europa.
A Irlanda del Nord, el 2011, la població era el 40,8% catòlica, el 19,1% presbiteriana, el 13,7% de l'Església d'Irlanda (anglesa), 3% metodista, 5,8% altra de cristiana, 0,8% una altra religió i filosofia, 10,1% sense religió i 6,8% de religió no declarada.

## Folklore

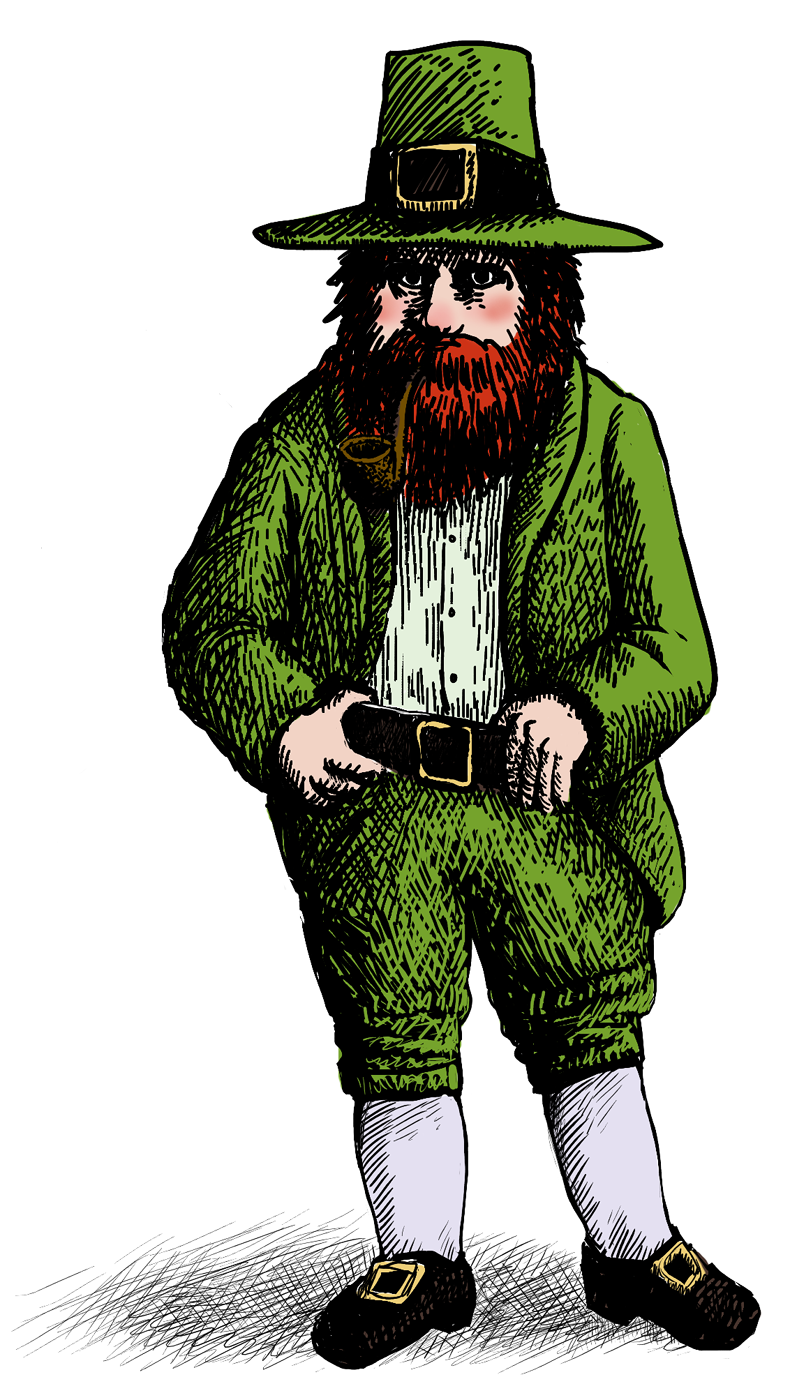
El leprechaun, ésser mitològic del folklore irlandés

Els celtes són un dels grans pobles fundadors d'Europa. Els regnes cèltics ocuparen gran part d'Europa al nord dels Alps, i arribaren a la màxima expansió entre els s. v i iii ae: estengueren el món cèltic des d'Irlanda fins a certes parts de la península Ibèrica, i de França al Danubi. Dominaren Europa durant 500 anys, i algunes tradicions cèltiques encara en persisteixen en certs llocs com Irlanda, Gal·les, Escòcia, Cornualla i Bretanya. Les seues festes es caracteritzen per grans fogueres: la vespra de l'1 de febrer o Imbolc, consagrat a la dea Brigit; la vespra de l'1 de maig o Beltane (festa de sant Joan Baptista); la festivitat de Lugh, el déu sol, a l'agost, i Samhain, el 31 d'octubre, d'on sorgeix el Halloween: aquest nom es testifica per primera vegada al s. XVI, com un escurçament escocés del més complet All-Hallows-Eve, i segons alguns historiadors naix del festival gaèlic Samhain, en què els celtes creien que la frontera entre aquest món i el més enllà s'aprimava, i els morts podien visitar el món mortal.
La mitologia irlandesa engloba una gran quantitat de déus, herois, follets i criatures màgiques. Entre els déus cèltics més importants en els mites, figuren Cernunnos, Dagda, Brigit i Lugh, relacionats amb la natura, la fertilitat, la guerra, la caça, la salut, les collites, el foc i l'inframon. El leprechaun és una criatura petita amb barba, vestit amb roba de color verd maragda, com un follet trapella. Es coneixen històries sobre el leprechaun que fa sabates, oculta un cossi d'or a l'extrem de l'arc de Sant Martí i, si és capturat per un humà, té el poder màgic de concedir tres desigs a canvi de l'alliberament. Més reconegudes a Irlanda són les històries de Fionn mac Cumhaill i els seus seguidors, els Fianna, que formen el cicle fenià, enfrontant-se als gegants, les històries dels quals inclouen mites de fundació com el de la calçada del Gegant o el del llac Neagh. Un altre heroi dominant en la mitologia irlandesa és Cú Chulainn, l'heroi més famós del cicle de l'Ulster, que reuneix una sèrie de llegendes èpiques provinents del segle xii de. També formen part del folklore irlandés la invasió de l'illa pels Tuatha Dé Danann, l'estirp divina d'Irlanda, així com les històries de Brian Boru i els alts reis d'Irlanda. En molts mites cèltics, l'amor és un tema central, com en les llegendes de Diarmaid i Grainne, Deirdre i Naoise, i Tristany i Isolda. Les moltes llegendes de l'antiga Irlanda les va recollir Lady Gregory en dos volums amb retocs de W. B. Yeats. Aquestes històries mostren el poder i l'estatus inusuals que les dones cèltiques tingueren en l'antiguitat.

## Art i literatura

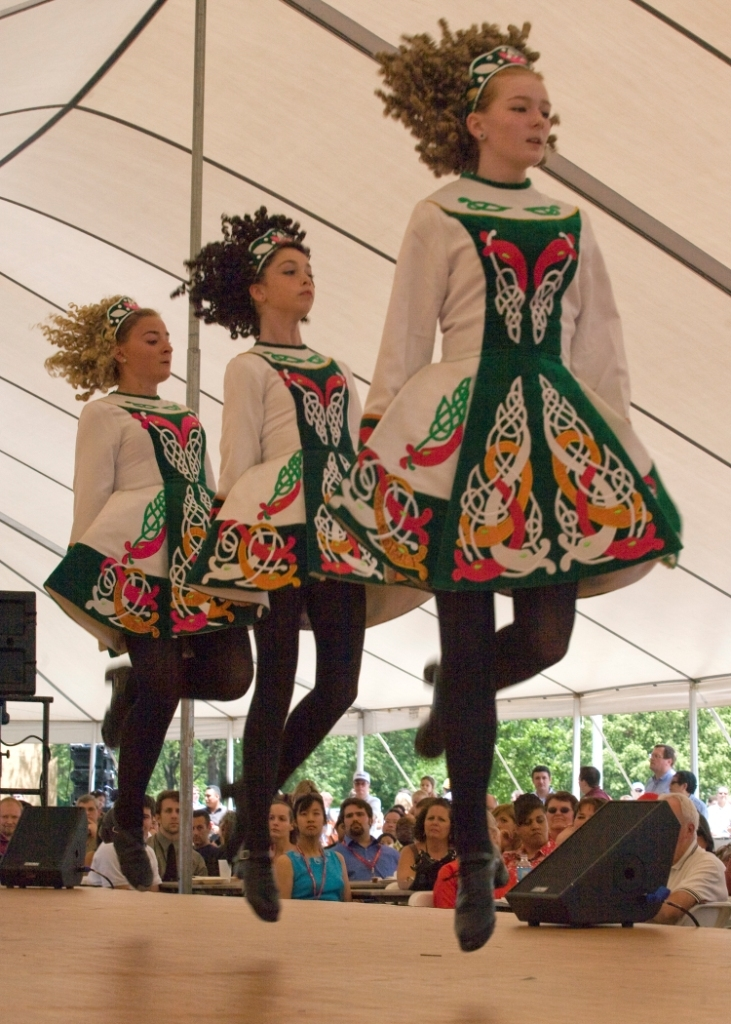
Ballarines de dansa folklòrica irlandesa amb vestits tradicionals

L'idioma irlandés conforma la tercera literatura més antiga d'Europa (després del grec i el llatí), el cos més significatiu de la literatura escrita (antiga i recent) de qualsevol idioma cèltic, així com una forta tradició oral de llegendes i poesia. La poesia en irlandés representa la més antiga poesia vernacla europea, amb els primers exemples que daten del s. VI: el Lebor Gabála Érenn o Llibre de les invasions, és el text en llengua irlandesa més antic conegut, i base de la construcció de la nacionalitat irlandesa.

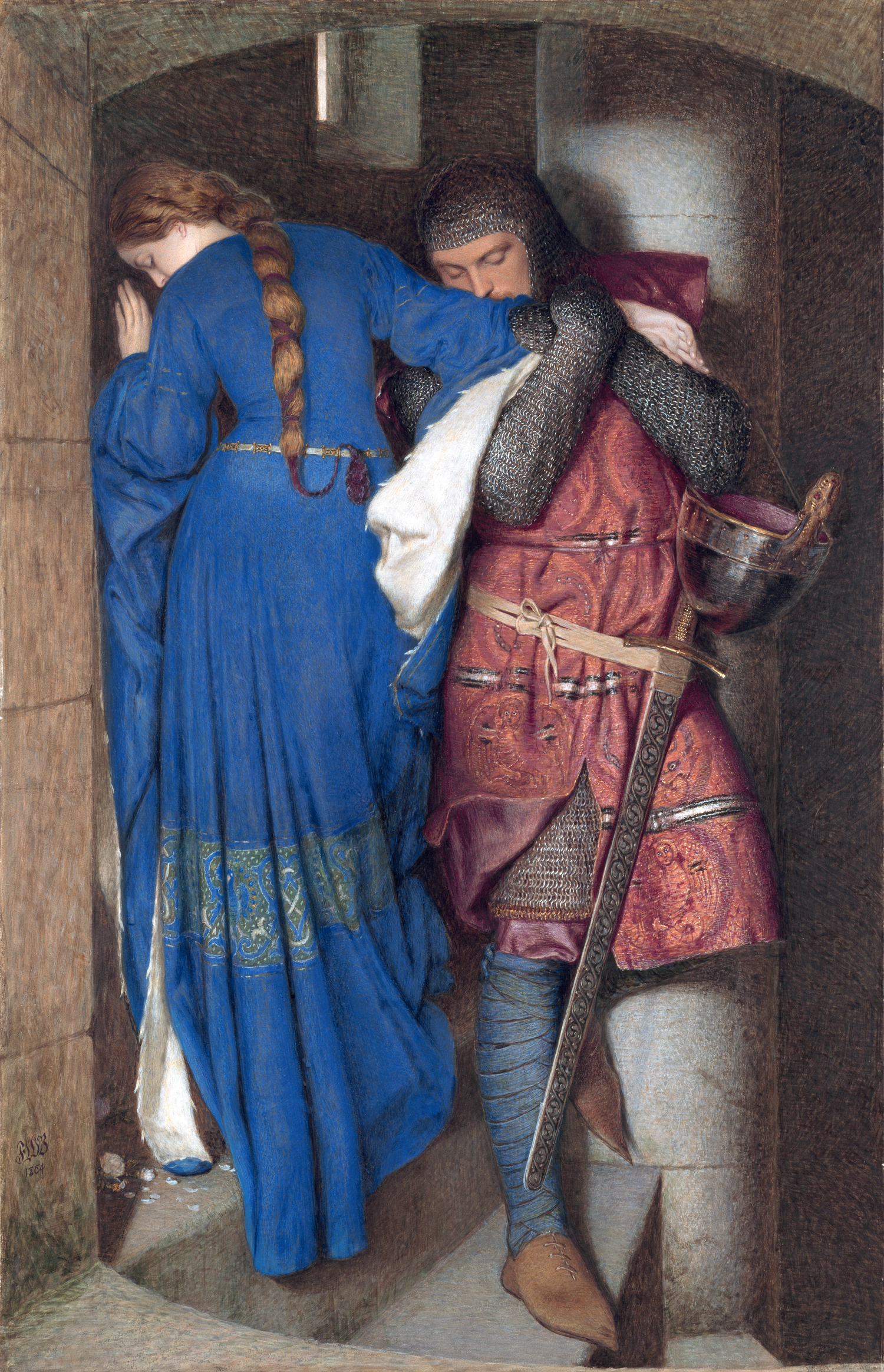
La trobada a les escales de la torre (1864), de Frederic William Burton, és el quadre favorit d'Irlanda

Sent un lloc relativament petit, l'illa d'Irlanda ha fet una gran contribució a la literatura mundial en totes les branques. Les obres literàries més conegudes de l'illa estan escrites en un altre idioma, l'anglés: en són exemples famosos James Joyce, Bram Stoker, Jonathan Swift, Oscar Wilde i els quatre guanyadors irlandesos del Premi Nobel de Literatura: William Butler Yeats, George Bernard Shaw, Samuel Beckett i Seamus Heaney. Tres dels quatre guanyadors del Nobel nasqueren a Dublín (Heaney n'és l'excepció: ha viscut a Dublín però nasqué al comtat de Londonderry), i han fet d'aquesta ciutat l'indret de naixement de més llorejats literaris Nobel del món.
La història de l'art visual irlandés s'inicia amb les primerenques talles trobades en llocs com Newgrange, i es remunta a objectes de l'edat de bronze, particularment a objectes ornamentals d'or, fermalls cèltics i manuscrits il·lustrats de l'art hibernosaxó. Durant el transcurs dels s. xix i xx, hi sorgí una forta tradició pictòrica, amb figures com John Butler Yeats, William Orpen, Jack Yeats i Louis li Brocquy.
La música i dansa folklòrica irlandeses són molt conegudes. A mitjan s. XX, conforme la societat irlandesa es modernitzava, la música tradicional irlandesa caigué en desgràcia en certa manera, especialment a les zones urbanes. Els joves en aquest moment tendien a mirar Gran Bretanya i, en particular, els Estats Units com a models de progrés, i el jazz i el rock and roll s'hi feren molt populars. Durant la dècada de 1960, i inspirat per la música folk americana, hi hagué un renaixement de la tradició irlandesa, inspirat per grups com The Dubliners, els Clancy Brothers i Sweeney's Men i individus com Seán O Riada. El Fleadh anual Cheoil na hÉireann és el festival més important de música irlandesa a l'illa.
En poc de temps, grups i músics com Horslips, Van Morrison i fins i tot Thin Lizzy, incorporaren elements de la música tradicional al llenguatge rock, per formar un nou so únic. Durant els anys setanta i vuitanta, la distinció entre músics tradicionals i rock es feu borrosa, amb molts músics encreuant-se entre tots dos estils. Aquesta tendència es pot veure més recentment en el treball de bandes com U2, Snow Patrol, The Cranberries, The Undertones i The Corrs.

## Idiomes

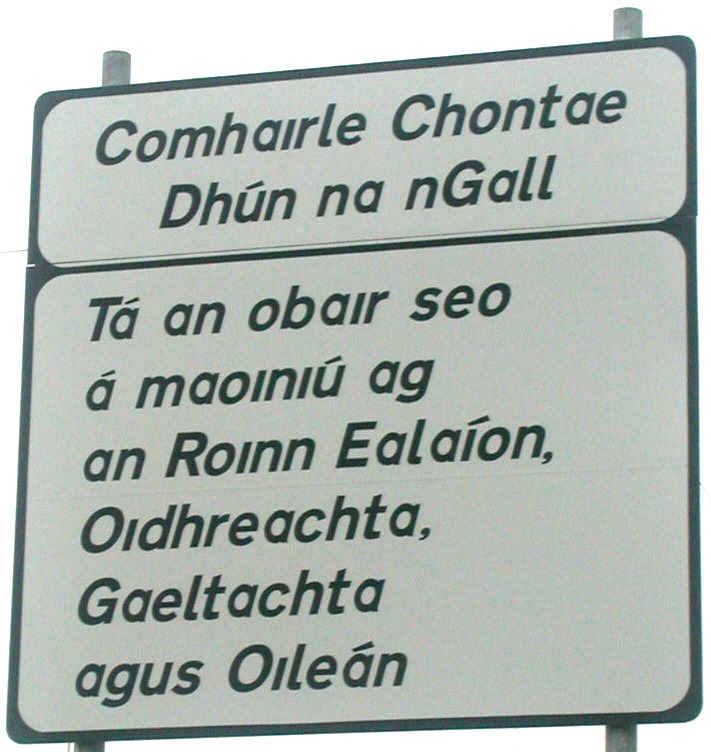
Un senyal d'informació en irlandés al Gaeltacht

L'irlandés i l'anglés són les llengües més parlades a Irlanda. L'anglés és l'idioma forà més parlat a l'illa en general, i l'irlandés és parlat com a primera llengua solament per una petita minoria, principalment, encara que no exclusivament, a les regions definides pel govern de Gaeltacht en la República. Una minoria més gran parla irlandés com a segona llengua, amb el 40,6% de la gent en la República d'Irlanda amb un cert domini de la llengua en el cens de 2011. L'article 8 de la Constitució d'Irlanda estipula que l'irlandés és la llengua nacional i la primera llengua oficial de la República d'Irlanda. L'anglés, forà, és reconegut com el segon idioma oficial de l'estat. L'hibernoanglés, el dialecte anglés parlat en la major part de la República d'Irlanda, ha estat molt influenciat per l'irlandés.
En contrast, Irlanda del Nord, igual que la resta del Regne Unit, no té un idioma oficial. L'anglés, però, és l'idioma oficial de facto. A més, l'irlandés i l'escocés de l'Ulster tenen reconeixement en virtut de la Carta Europea de Llengües Regionals o Minoritàries, amb el 8,1% que afirma tenir alguna habilitat en l'escocés de l'Ulster i el 10,7% en l'irlandés. A més, el dialecte i l'accent de la gent d'Irlanda del Nord és notablement diferent al de la majoria en la República d'Irlanda, influenciat per l'escocés de l'Ulster i la proximitat d'Irlanda del Nord a Escòcia.
Altres idiomes es parlen a l'illa, incloent el shelta, una mescla d'irlandés, romaní i anglés, parlat àmpliament pels nòmades irlandesos. També s'han desenvolupat dos llenguatges de senyals a l'illa, el llenguatge de signes del nord d'Irlanda i el llenguatge de signes irlandés.
Alguns altres idiomes han entrat a Irlanda amb els immigrants, com per exemple, el polonés.

## Gastronomia

### Irlanda primerenca

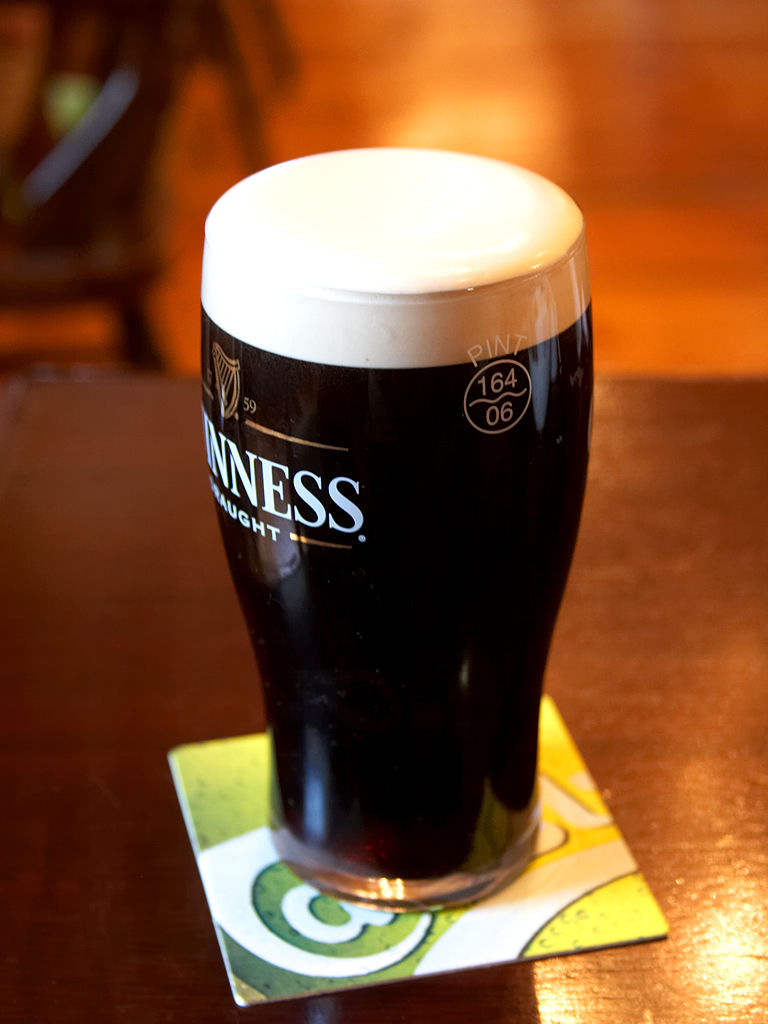
Una pinta de Guiness

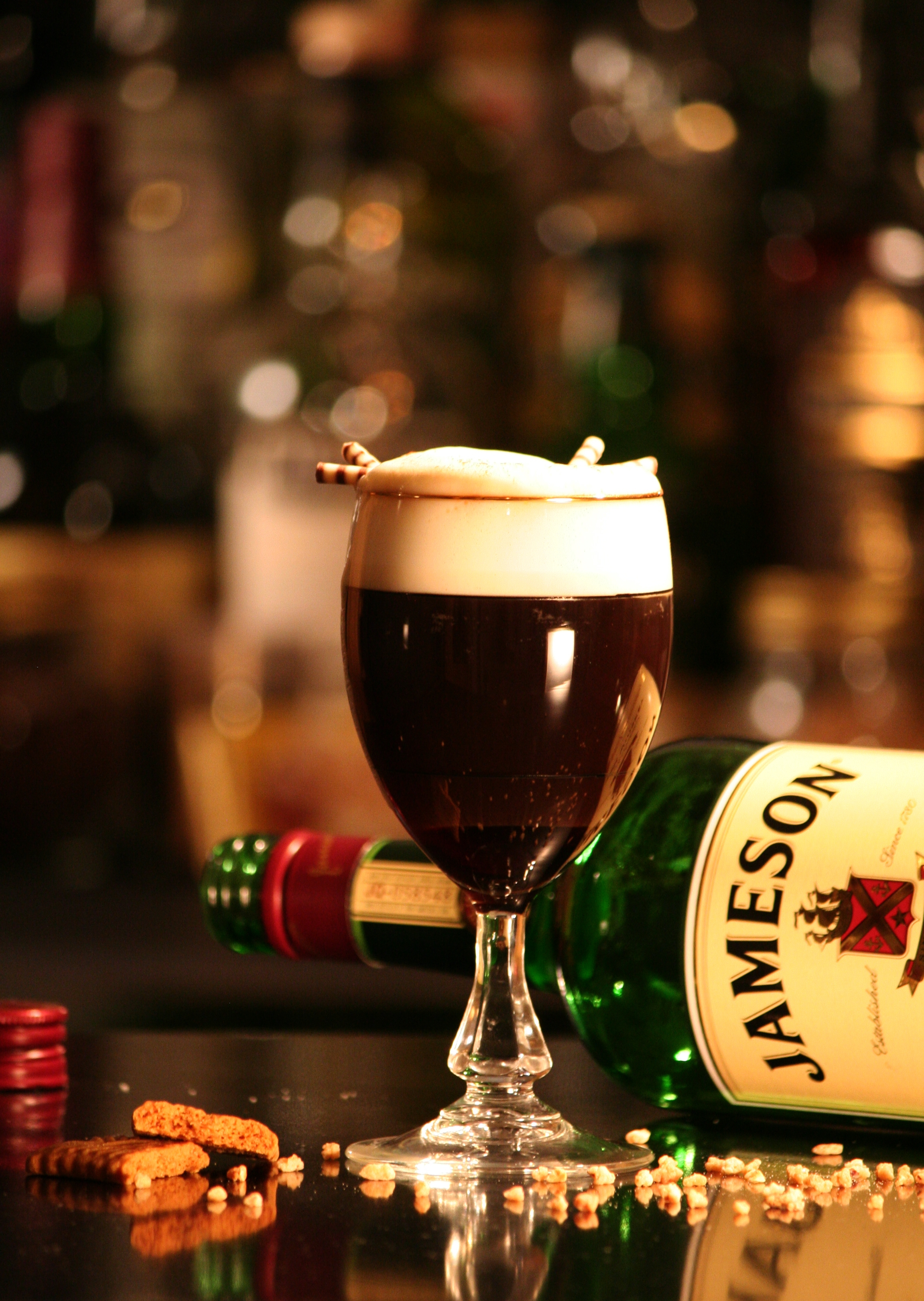
Café irlandés

Hi ha moltes referències al menjar i a la beguda en la literatura irlandesa primigènia. La mel sembla haver sigut menjada i utilitzada en la fabricació de hidromel. Les velles històries també contenen moltes referències a banquets, encara que podrien estar exagerats i proporcionar poca informació sobre la veritable dieta diària. També hi ha moltes referències als fulacht fia, que són jaciments arqueològics que es creu que s'utilitzaren per a cuinar carn de cérvol. El fulacht fia tenia forats al pis que s'omplien d'aigua. La carn es podia cuinar col·locant pedres calentes al canal fins que l'aigua bullís. Molts llocs amb fulach fia s'han identificat al llarg de l'illa d'Irlanda, i alguns semblen haver-ne estat en ús fins al segle xvii.
Les excavacions en l'assentament viking de Wood Quay, a Dublín, han aportat informació significativa sobre la dieta dels habitants de la ciutat. Els principals animals consumits eren ovelles i porcs. Les aviram i les oques silvestres, així com el peix i el marisc eren també eren comuns, igual que una àmplia gamma de baies nadiues i nous, especialment avellana. Les llavors de noguera i quenopodi s'hi utilitzaven molt, i degueren usar-se per fer farinetes d'avena.

### La creïlla en la dieta irlandesa

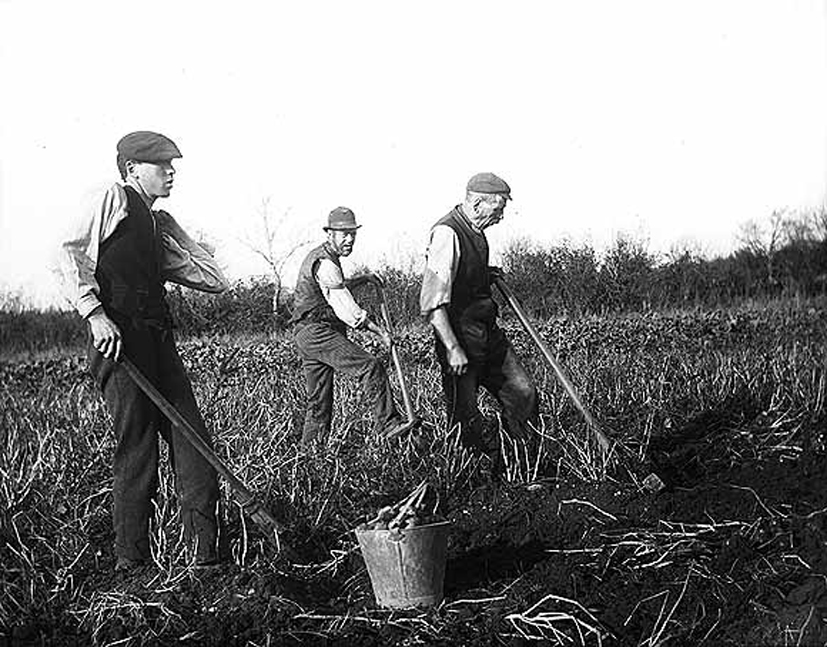
Jornalers collint patates a Galway, 1900

La patatera sembla haver estat introduïda a Irlanda en la segona meitat del s. XVI, al principi com una collita de jardí. Finalment, esdevingué el principal producte alimentari de les classes treballadores. Com a font d'aliment, la creïlla és extremament eficient en termes d'energia produïda per unitat d'àrea de terra. La patata és també una bona font de moltes vitamines i minerals, particularment vitamina C (especialment quan és fresca). Com a resultat, la típica dieta irlandesa de creïlles i sèrum de llet dels s. xviii i xix fou un factor que contribuí a l'explosió demogràfica d'Irlanda en aquell moment. A causa, però, de la política de l'època, la majoria de productes irlandesos (cultius d'arrels, cereals i productes animals) es va exportar a Gran Bretanya, i deixaren poques varietats de creïlla com a única font d'aliment per als irlandesos. Això, juntament amb la propagació de la neula de la patata, produí escassetat i fam: el cas més notable en fou la Gran Fam Irlandesa (1845-1849), que va desfer el creixement de la població del segle anterior. La causa d'això alguns l'atribueixen a una adhesió a les polítiques econòmiques del laissez faire per part del govern, que mantingueren les exportacions d'aliments en el nivell previ a la fam, la qual cosa provocà l'aparició de malalties i l'emigració.

### Temps moderns
Al s. XX, a Irlanda s'ha adoptat l'habitual selecció moderna d'aliments comuns en les cultures occidentals. Tant la cuina de menjar ràpid dels Estats Units com els plats europeus continentals han arribat al país, juntament amb altres plats del món introduïts de manera semblant a la resta del món occidental, com ara pizza, curri, menjar xinés, i últimament, alguns plats d'Àfrica occidental. Els prestatges dels supermercats ara contenen ingredients per a plats tradicionals, europeus, nord-americans, mexicans, indis, polonesos, xinesos...
La proliferació de menjar ràpid ha dut problemes de salut pública cada vegada majors, incloent l'obesitat, i una de les taxes més altes de malalties del cor al món. A causa de l'actual "moda anticarn", el govern ha difós anuncis de televisió per descoratjar el consum de carn. A la Irlanda del Nord, el fregit de l'Ulster ha estat esmentat com una font important de major incidència de problemes cardíacs, perquè tots els seus ingredients són fregits, tot i que últimament la tendència és cuinar a la graella tots els ingredients possibles.

El darrer quart del s. XX va veure el sorgiment d'una nova cuina irlandesa basada en ingredients tradicionals fets d'altra manera. Aquesta cuina empra verdures fresques, peixos, especialment salmó i truita, ostres i altres mariscs, pa de soda tradicional, l'àmplia gamma de formatges fets a mà d'arreu del país i, per descomptat, la creïlla. Plats tradicionals, com l'estofat irlandés, coddle de Dublín, el desdejuni irlandés i pa de creïlla, han ressorgit, amb l'aparició d'escoles de cuina dedicades a aquests plats.
Plats representatius d'Irlanda

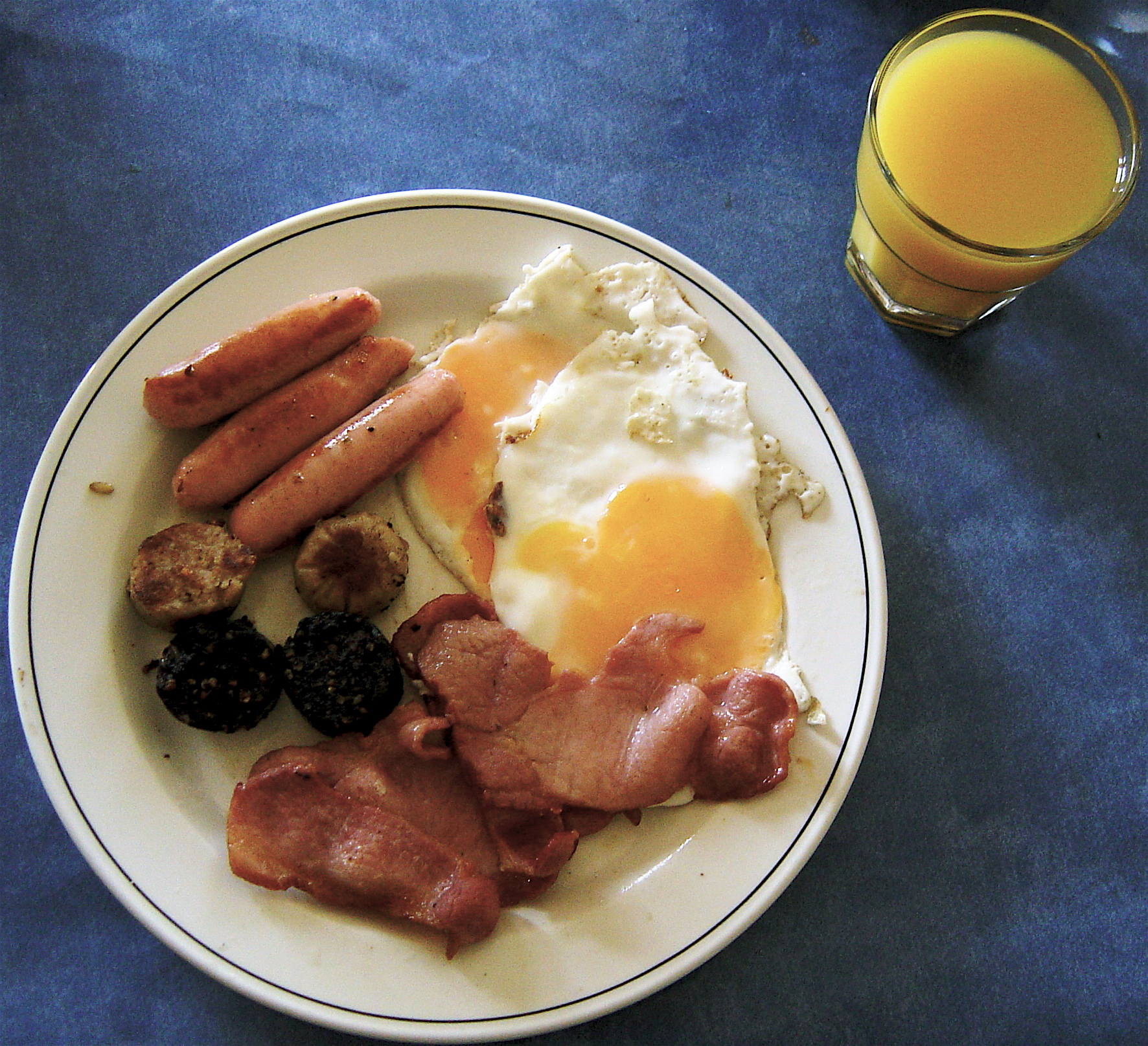
Desdejuni complet irlandés
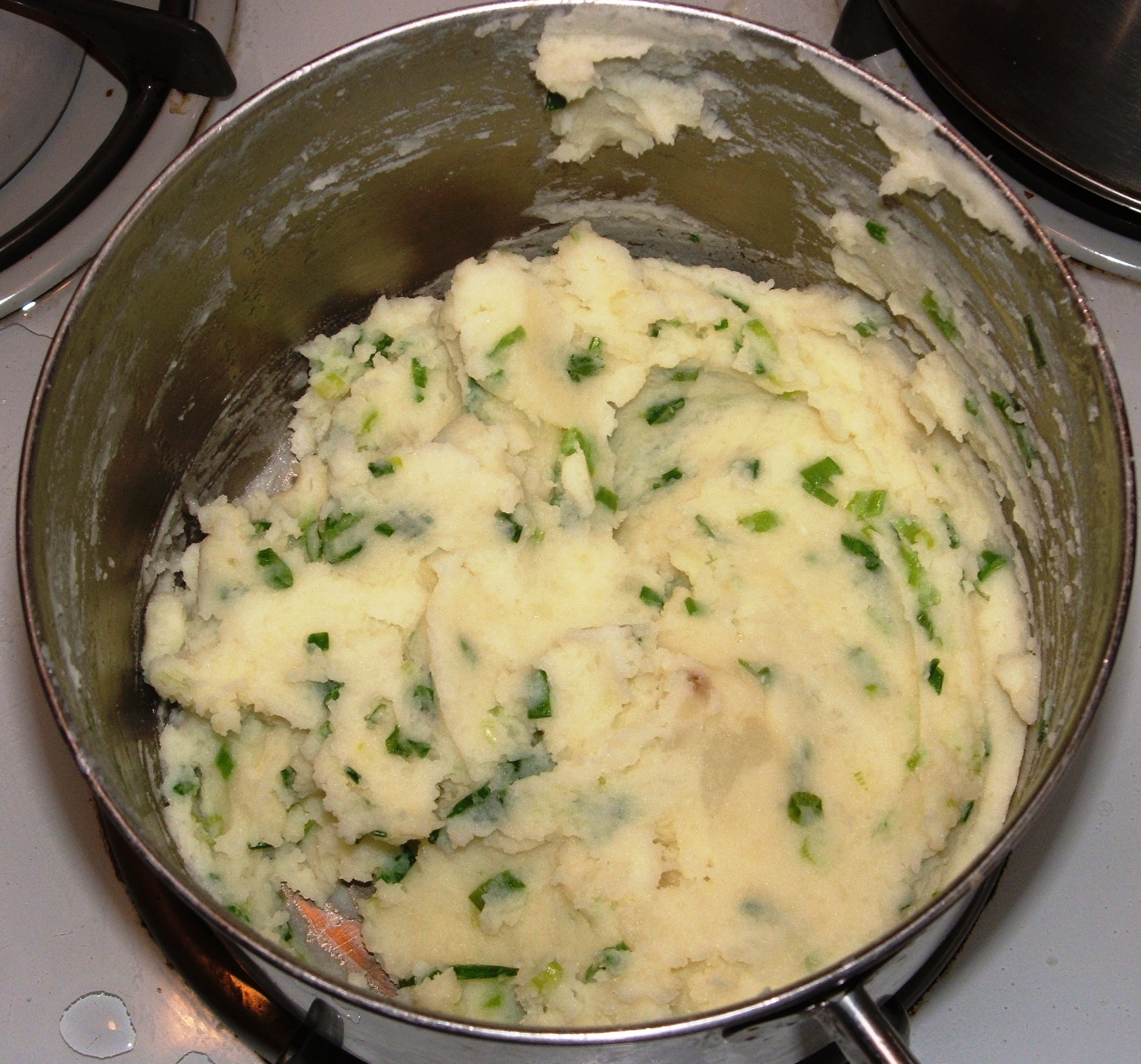
Champ
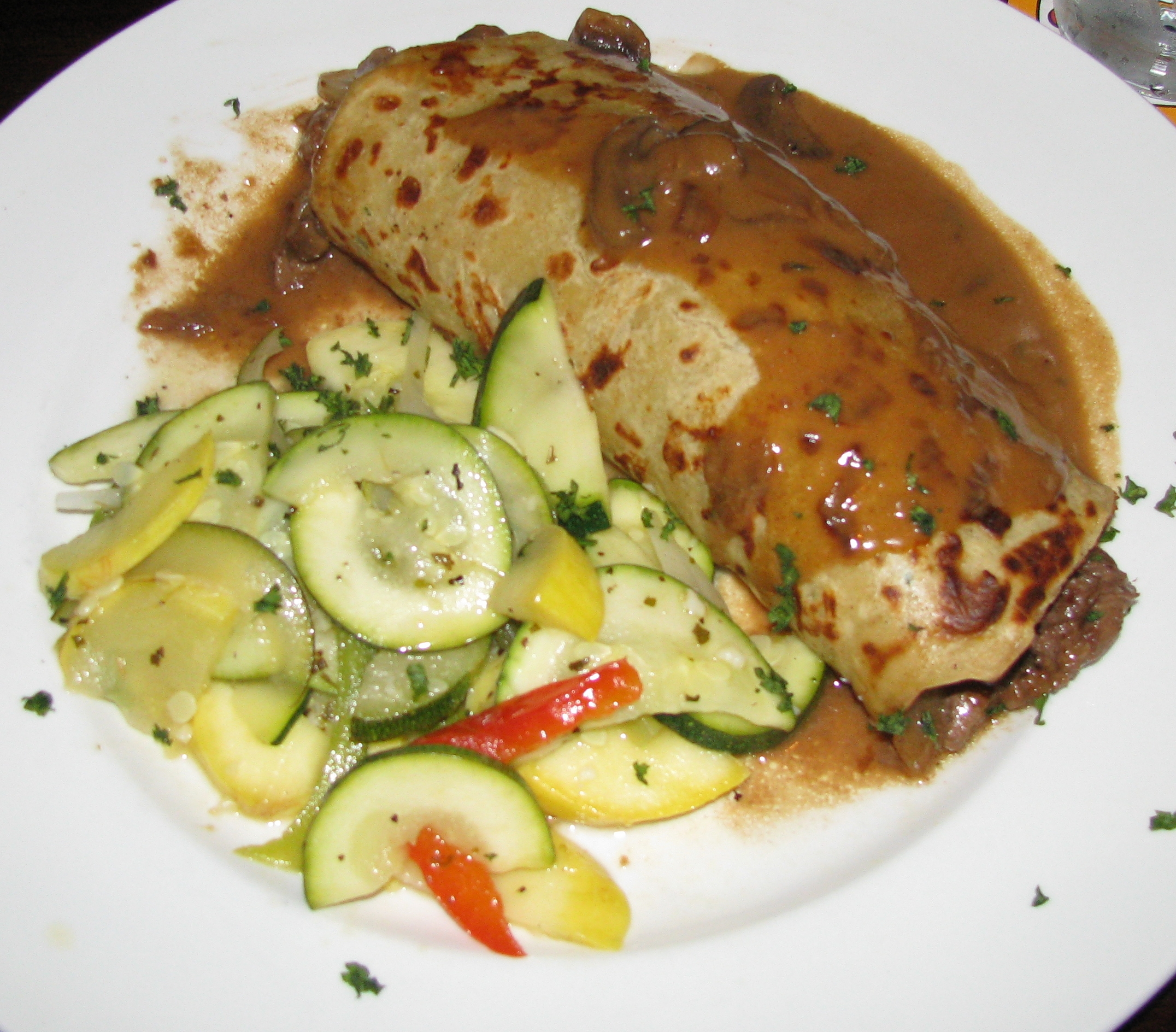
Boxty
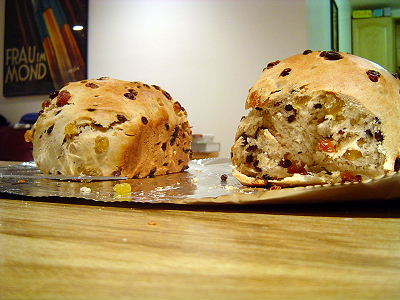
Barmbrack
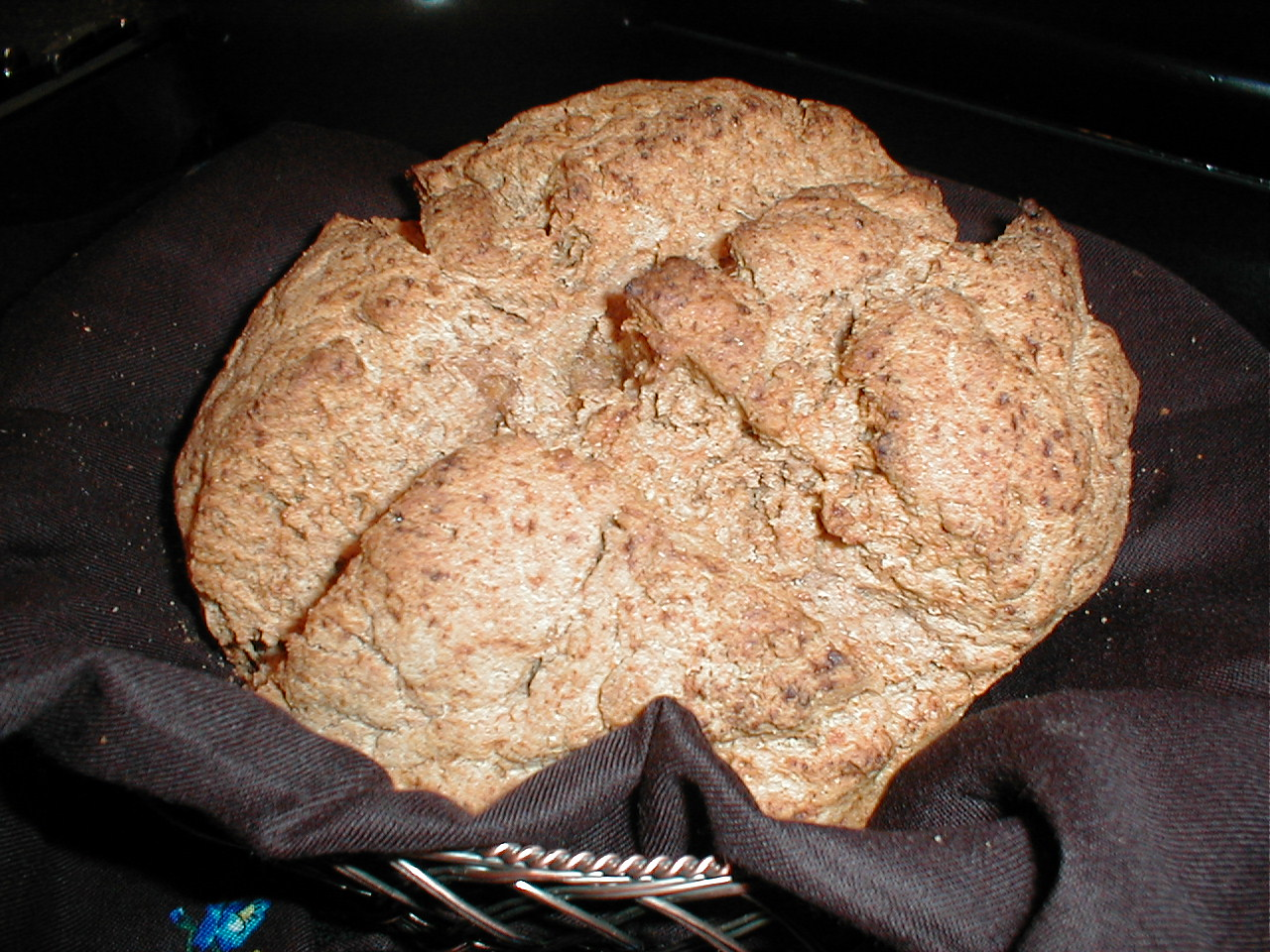
Pa de soda
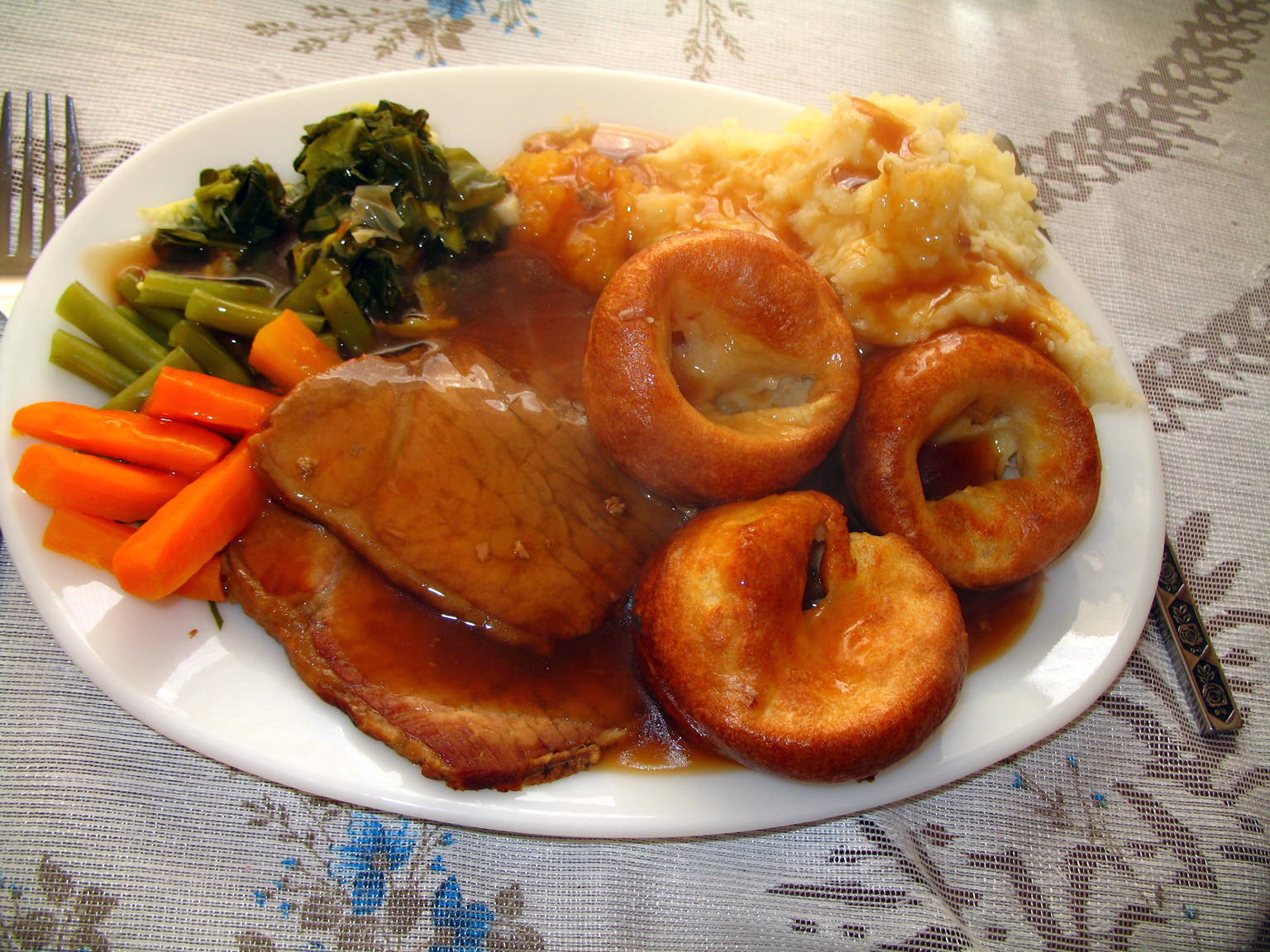
Sopar tradicional de diumenge
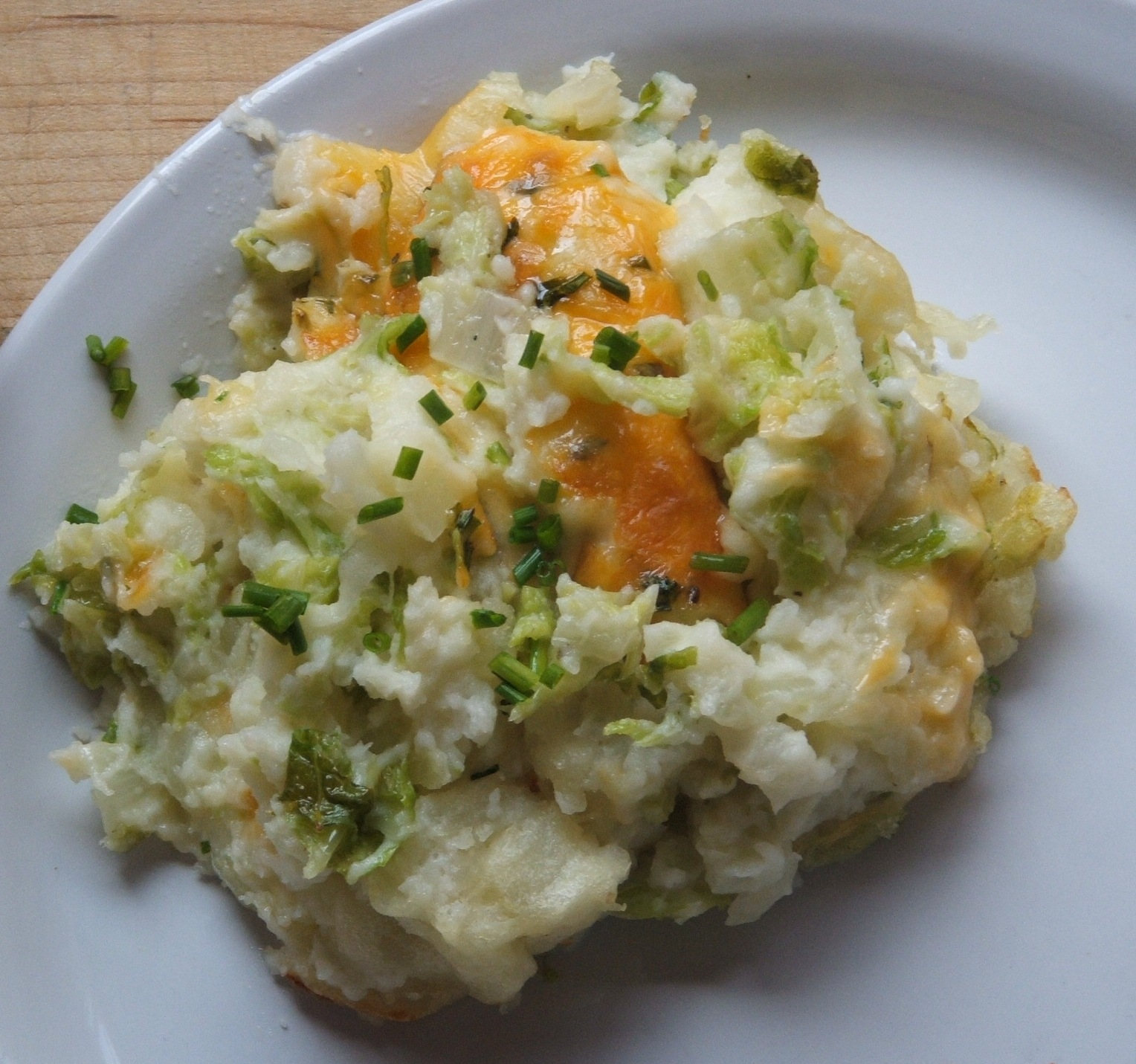
Colcannon
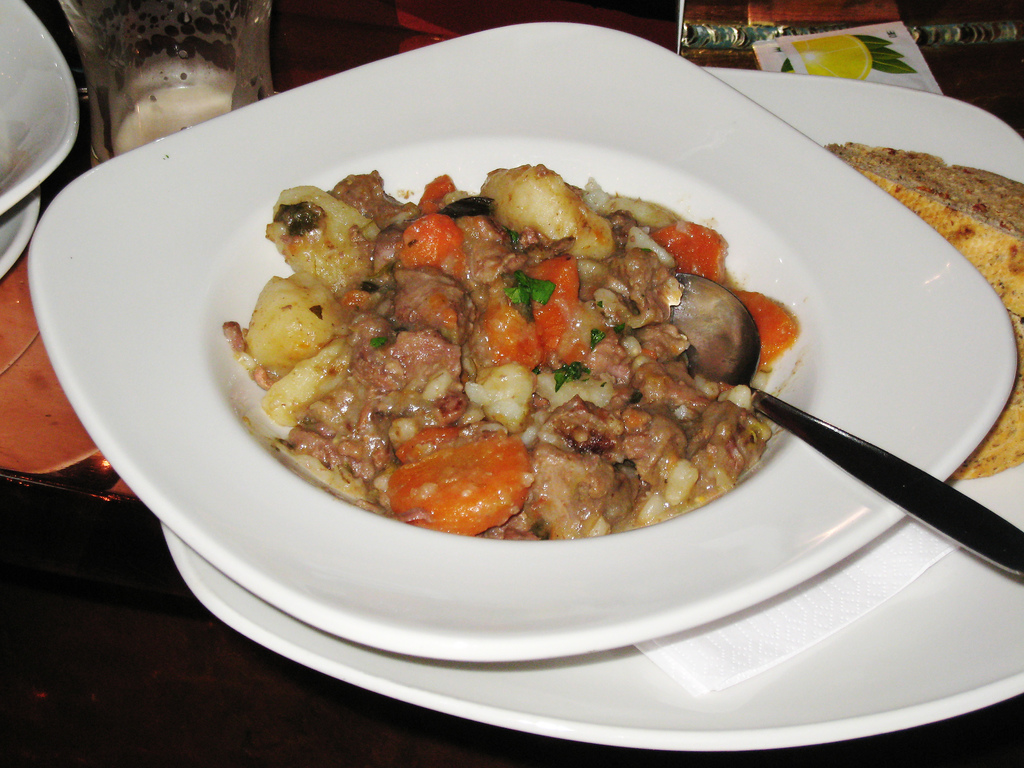
Estofat irlandés
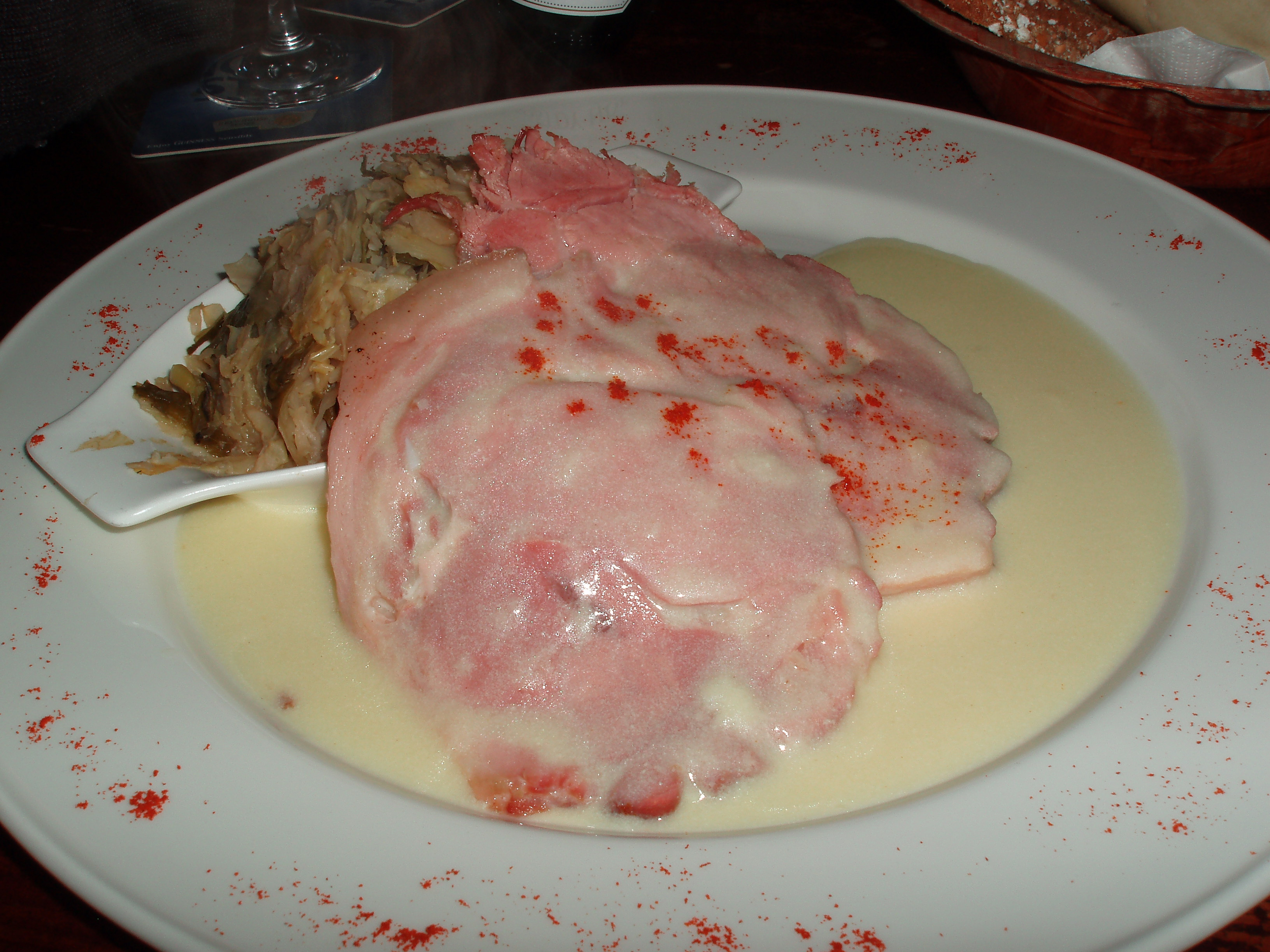
Cansalada i col
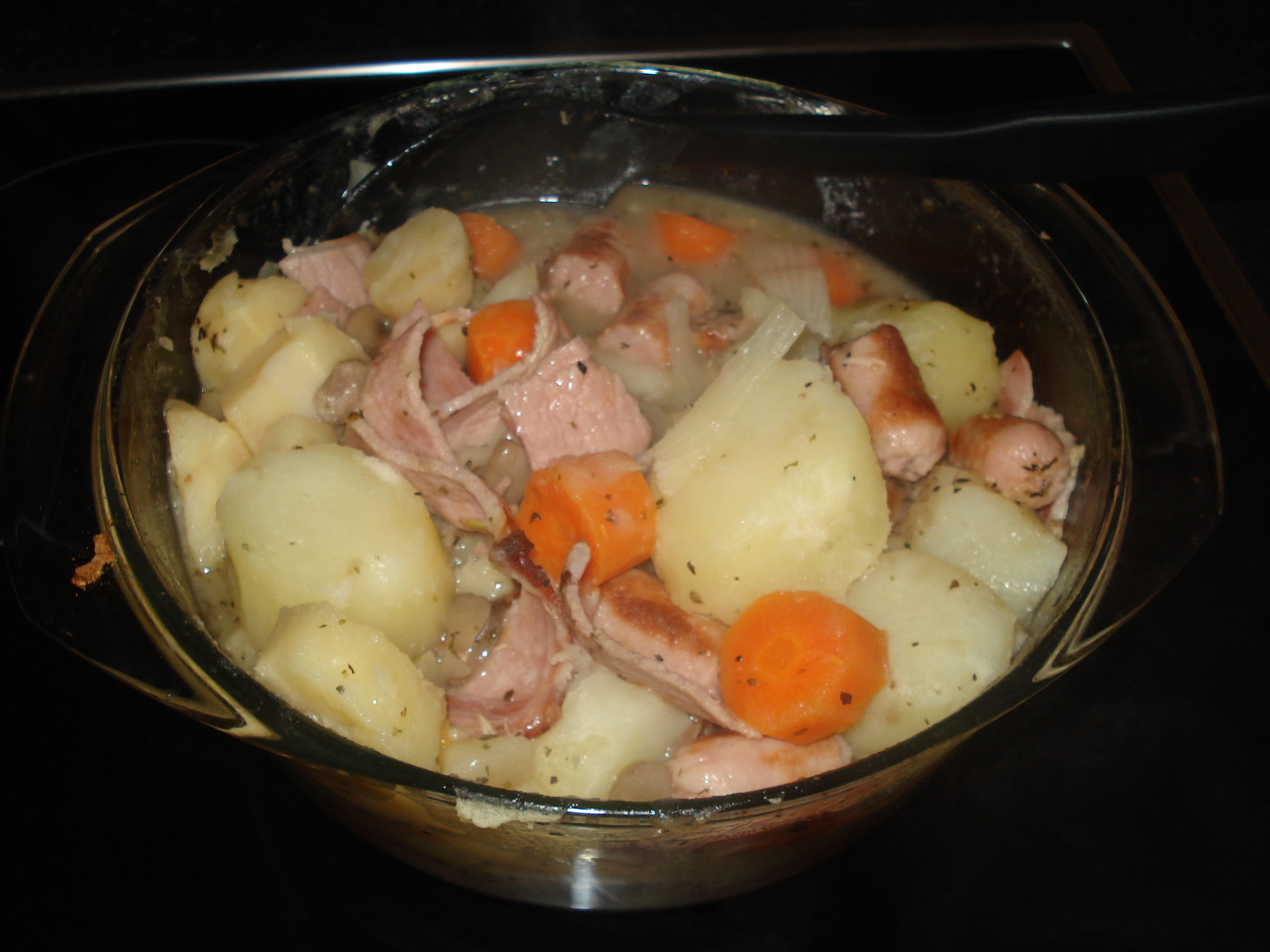
Coddle
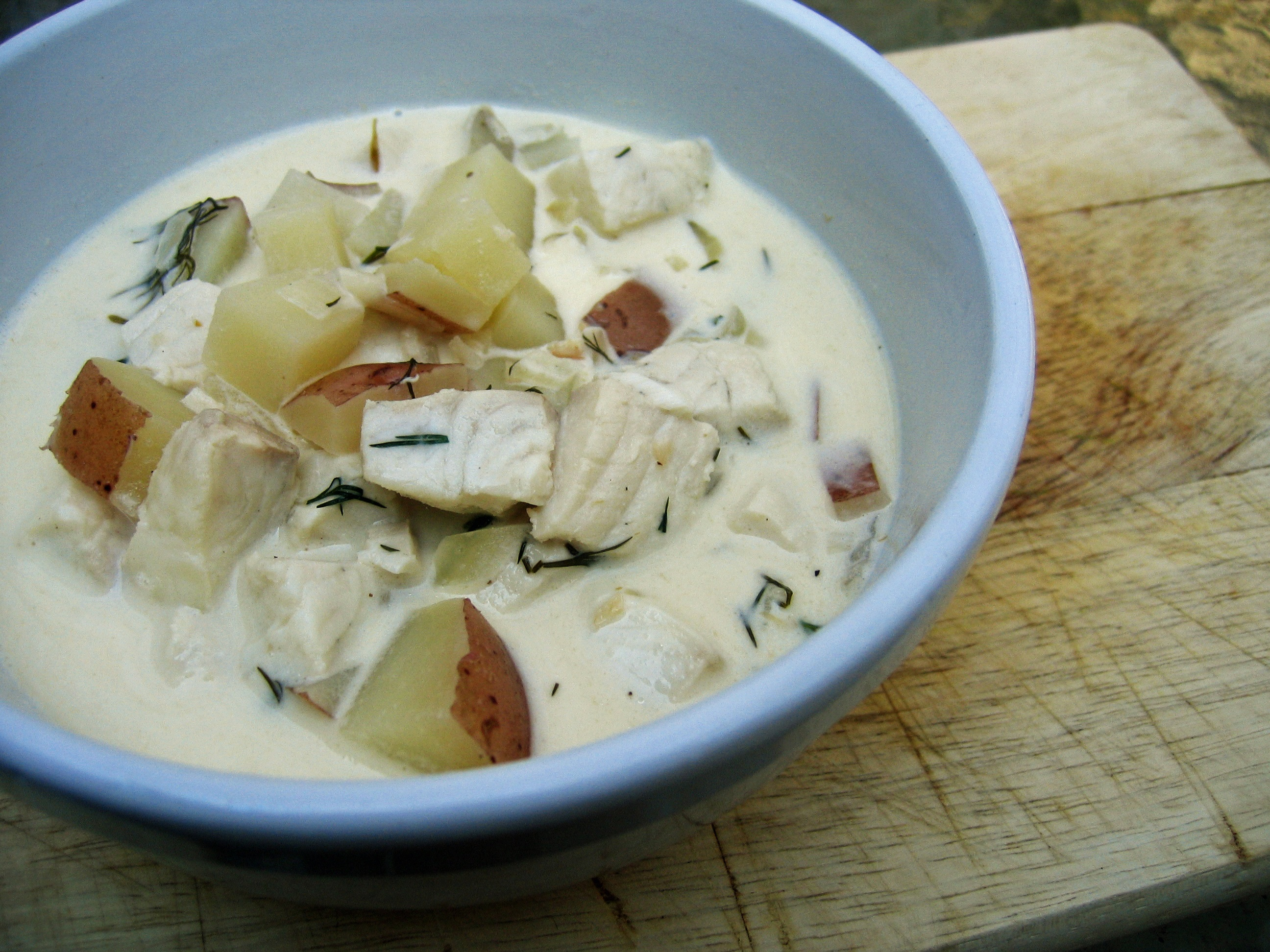
Chowder
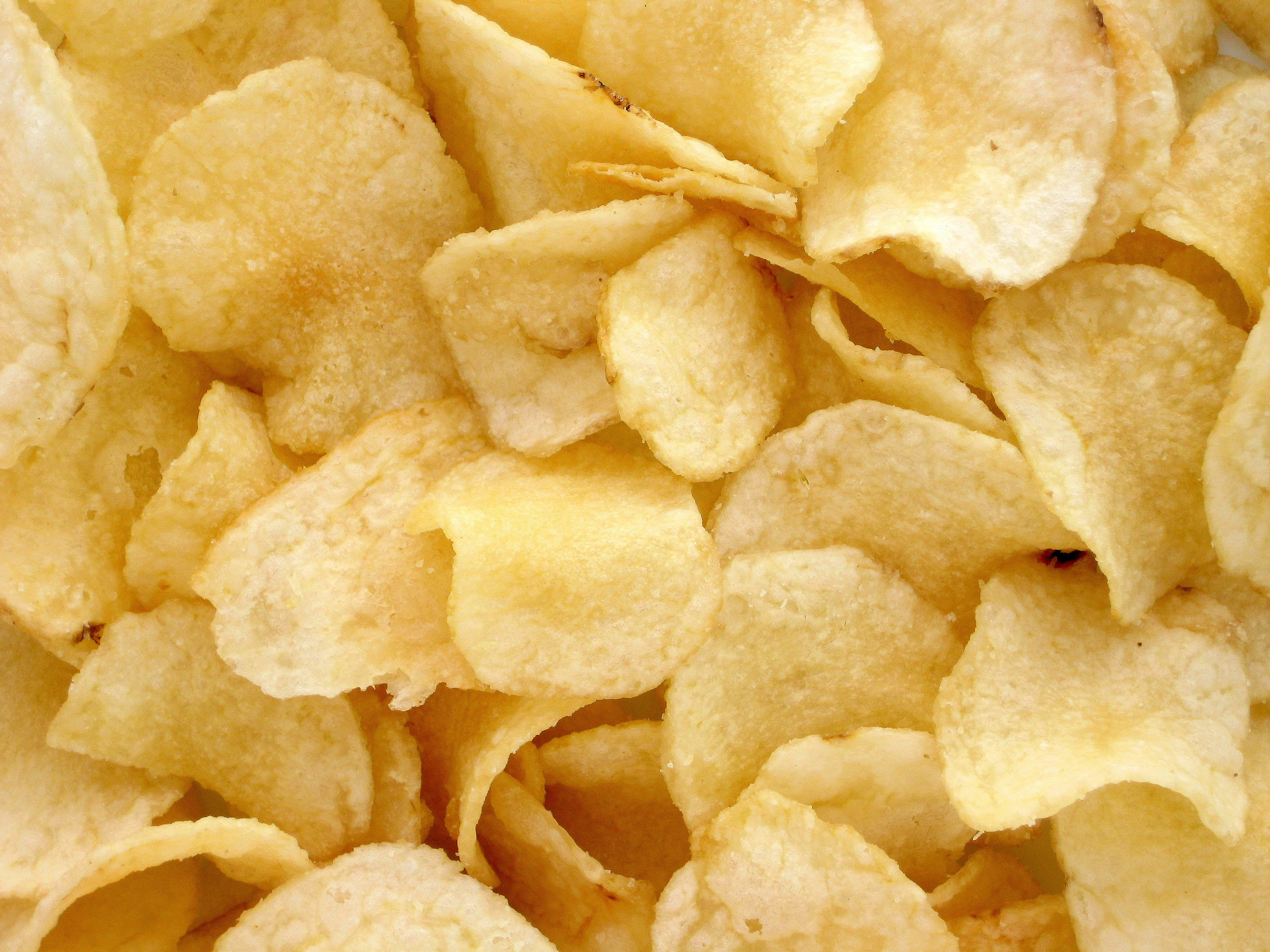
Papes/Creïlles fregides de formatge i ceba
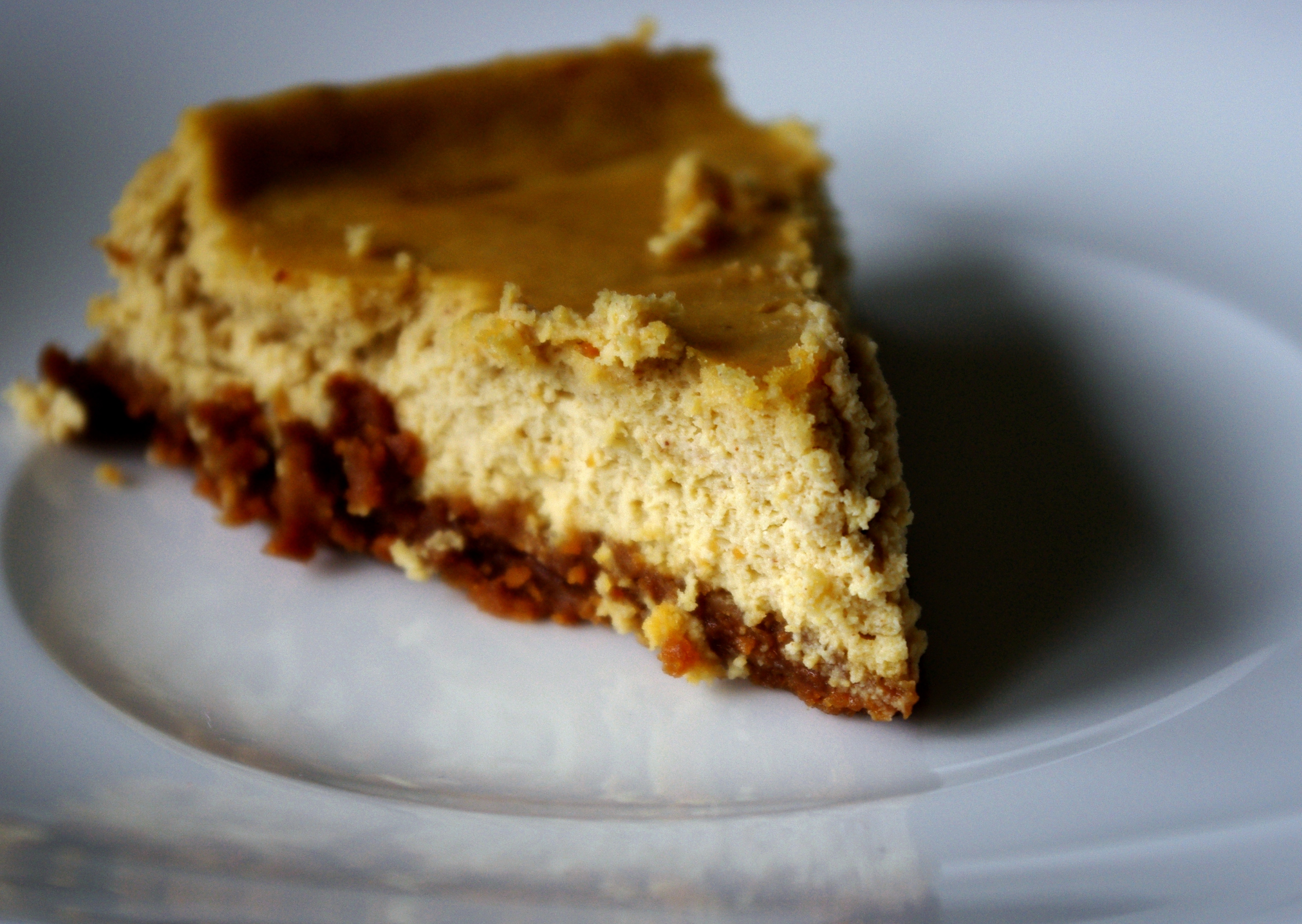
Cheesecake de Baileys

## Cultura pub

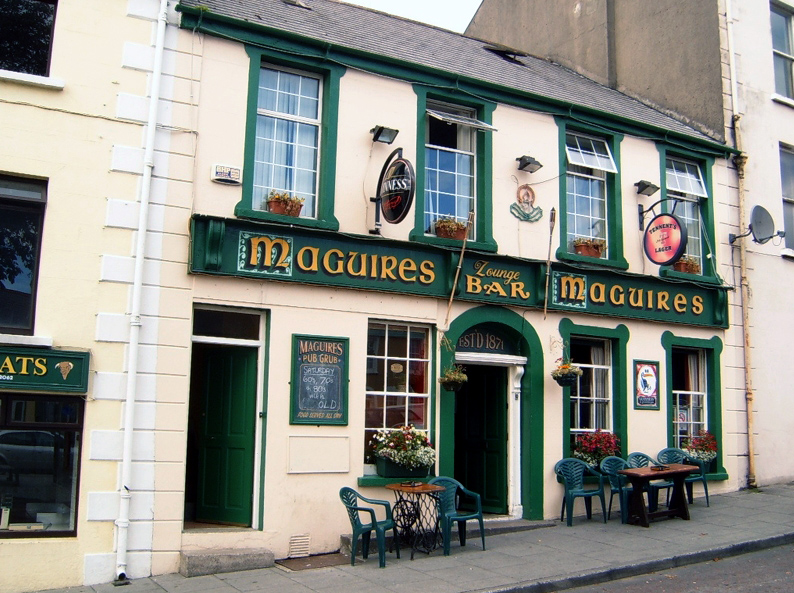
Un pub tradicional irlandés al comtat de Donegal

La cultura pub impregna la societat irlandesa, en totes les divisions culturals. El terme es refereix a l'hàbit irlandés de freqüentar cases públiques (pubs) o bars. Típicament, els pubs són llocs de reunió importants, on la gent pot trobar-se i conéixer els seus veïns i amics en un ambient relaxat, semblant a les cultures de café d'altres països. Els pubs varien àmpliament d'acord amb la clientela que serveixen, i la zona on es troben. Sovint, els pubs també serveixen menjar, particularment durant el dia.
Els pubs més grans de les ciutats opten per música forta, i se centren més en el consum d'alcohol, sense dedicar-se a la cultura irlandesa tradicional, més d'acord amb la vida nocturna. Aquests clubs esdevingueren un fenomen popular entre els joves irlandesos durant els anys del Tigre Cèltic. Els clubs varien generalment segons el tipus de música i d'audiència. Belfast té una escena underground única que inclou esdeveniments en llocs com esglésies, zoològics i crematoris.
La cultura tradicional dels pubs va més enllà de l'alcohol, malgrat que a Irlanda hi ha un problema reconegut amb el consum excessiu de begudes etíliques. El 2003, Irlanda tenia el segon consum d'alcohol per capita al món, just per sota de Luxemburg, amb 13,5 litres (per persona de 15 anys o més), segons l'enquesta de l'OCDE sobre dades de salut de 2009. Segons les darreres xifres de l'OCDE, aquest consum ha disminuït de 11,5 litres per adult el 2012 a 10,6 litres el 2013. Però l'ús indegut d'alcohol a Irlanda segueix sent un problema, perquè les recerques mostren que el 2013, el 75% de l'alcohol fou consumit en una borratxera. Un canvi recent significatiu en la cultura pub de la República d'Irlanda ha estat la introducció de la prohibició de fumar, en tots els llocs de treball, que inclou pubs i restaurants. Irlanda fou el primer país del món a aplicar aquesta prohibició, el 29 de març de 2004. La majoria de la població recolza la prohibició, incloent un percentatge significatiu de fumadors.

## Esports

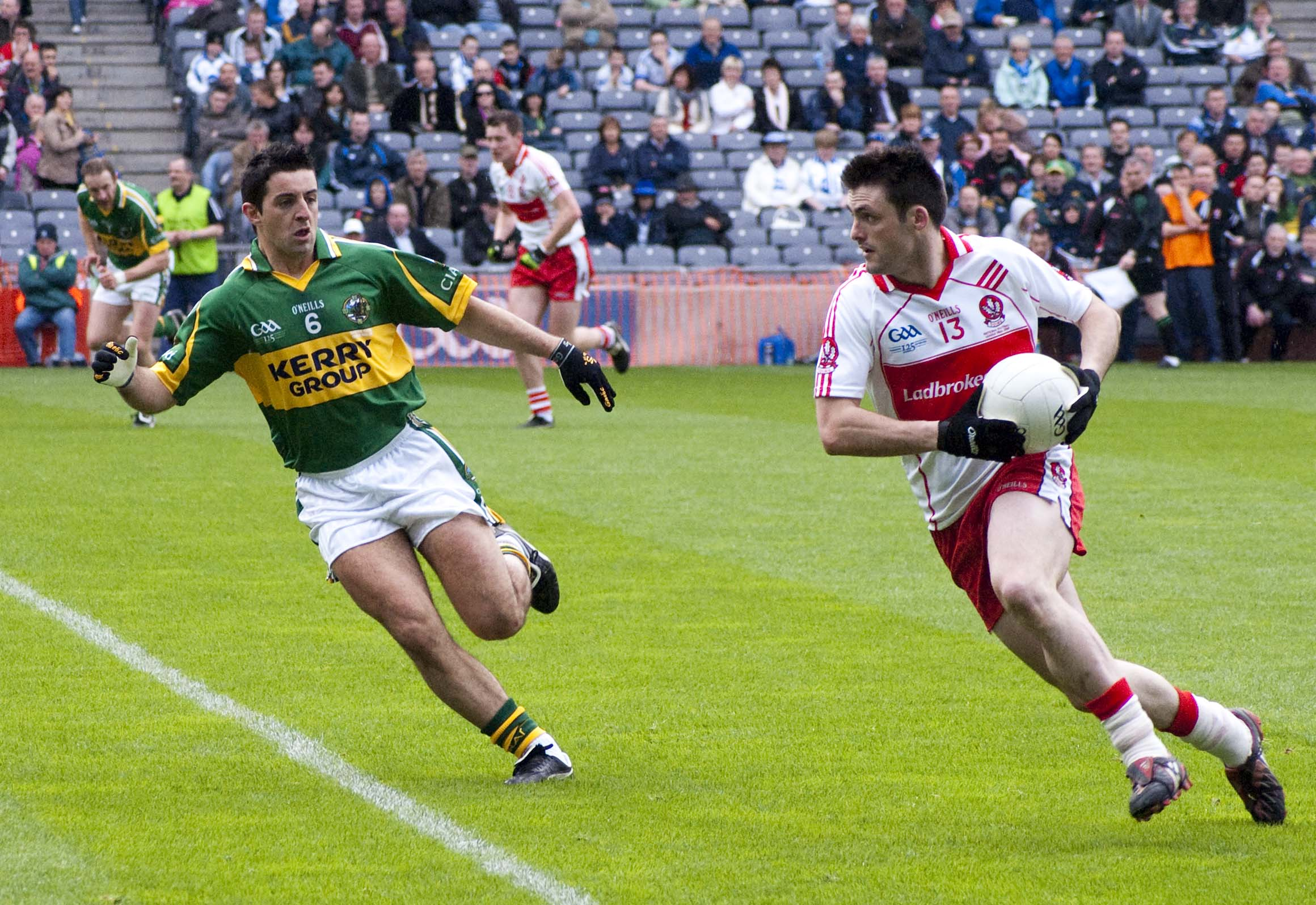
Futbol gaèlic

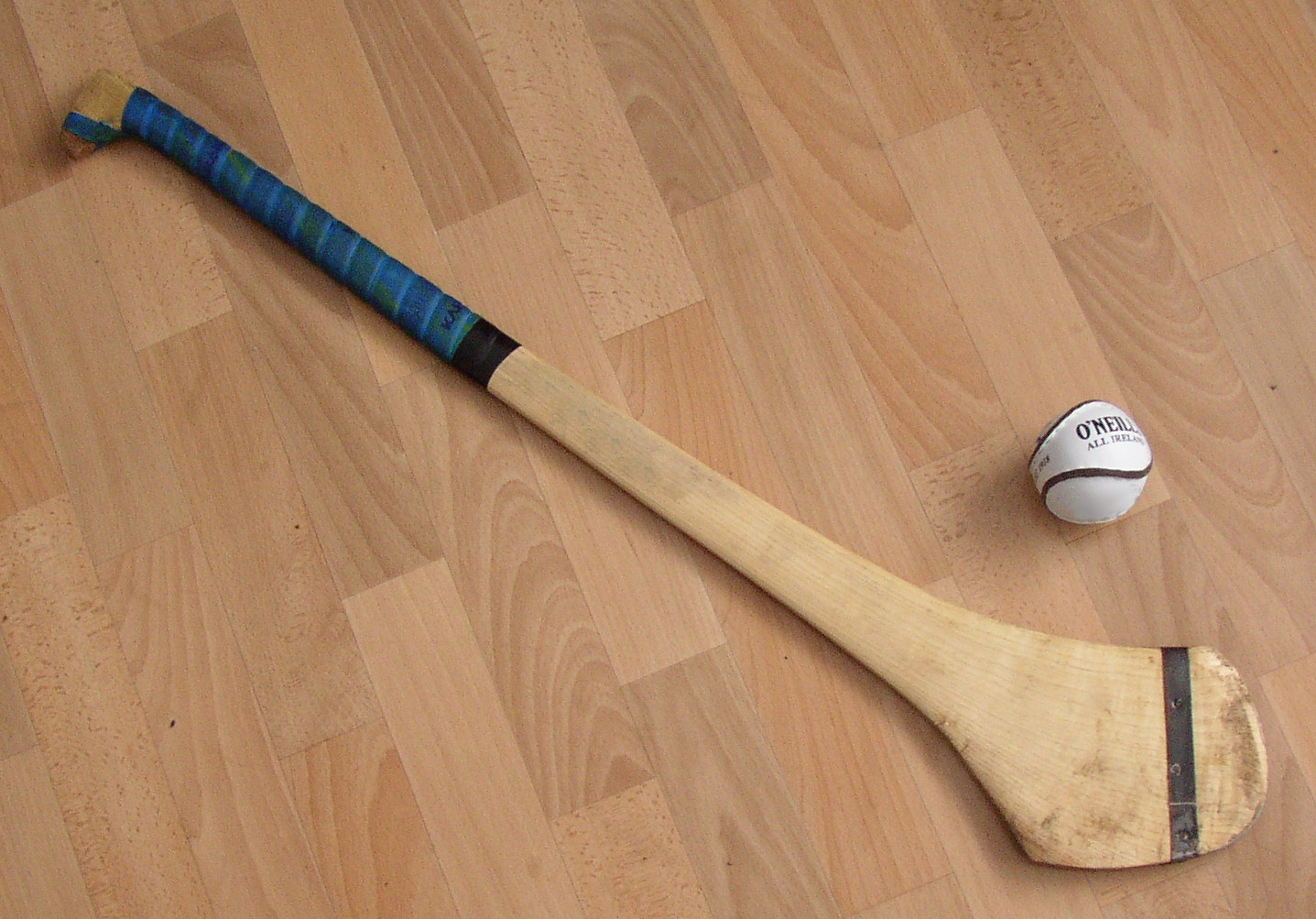
Equip per a la pràctica del hurling

L'esport a Irlanda és popular i generalitzat. En tota l'illa es practica una gran varietat d'esports, i els més populars són el futbol gaèlic, el hurling, el futbol, el rugbi i l'hoquei. El futbol gaèlic és l'esport més popular a Irlanda quant a assistència a partits i participació, i representa el 34% de les assistències esportives totals de la República d'Irlanda, seguit del hurling (23%), el futbol (16%) i el rugbi (8%). La final de futbol gaèlic de la lliga All-Ireland és l'esdeveniment amb major quantitat d'espectadors a Irlanda. La natació, el golf, l'aeròbic, el futbol, el ciclisme, el futbol gaèlic i el billar són les activitats esportives amb els més alts nivells de participants. El futbol és l'esport més popular entre les seleccions nacionals. L'èxit d'Irlanda en la Copa Mundial de Futbol de 1990 va congregar 500.000 afeccionats a Dublín per donar la benvinguda a l'equip en el moment del retorn a casa. La cançó de l'equip Put 'Em Under Pressure va encapçalar les llistes irlandeses durant 13 setmanes.
Tradicionalment, les persones d'Irlanda del Nord que s'identifiquen com a irlandesos, sobretot catòlics i independentistes, recolzen l'equip de la República d'Irlanda. En els Jocs Olímpics, una persona d'Irlanda del Nord pot triar representar l'equip de Gran Bretanya o l'equip d'Irlanda.
- Associació Atlètica Gaèlica.
- Selecció de futbol d'Irlanda del Nord.
- Selecció de futbol d'Irlanda.

## Mitjans de comunicació

### Diaris

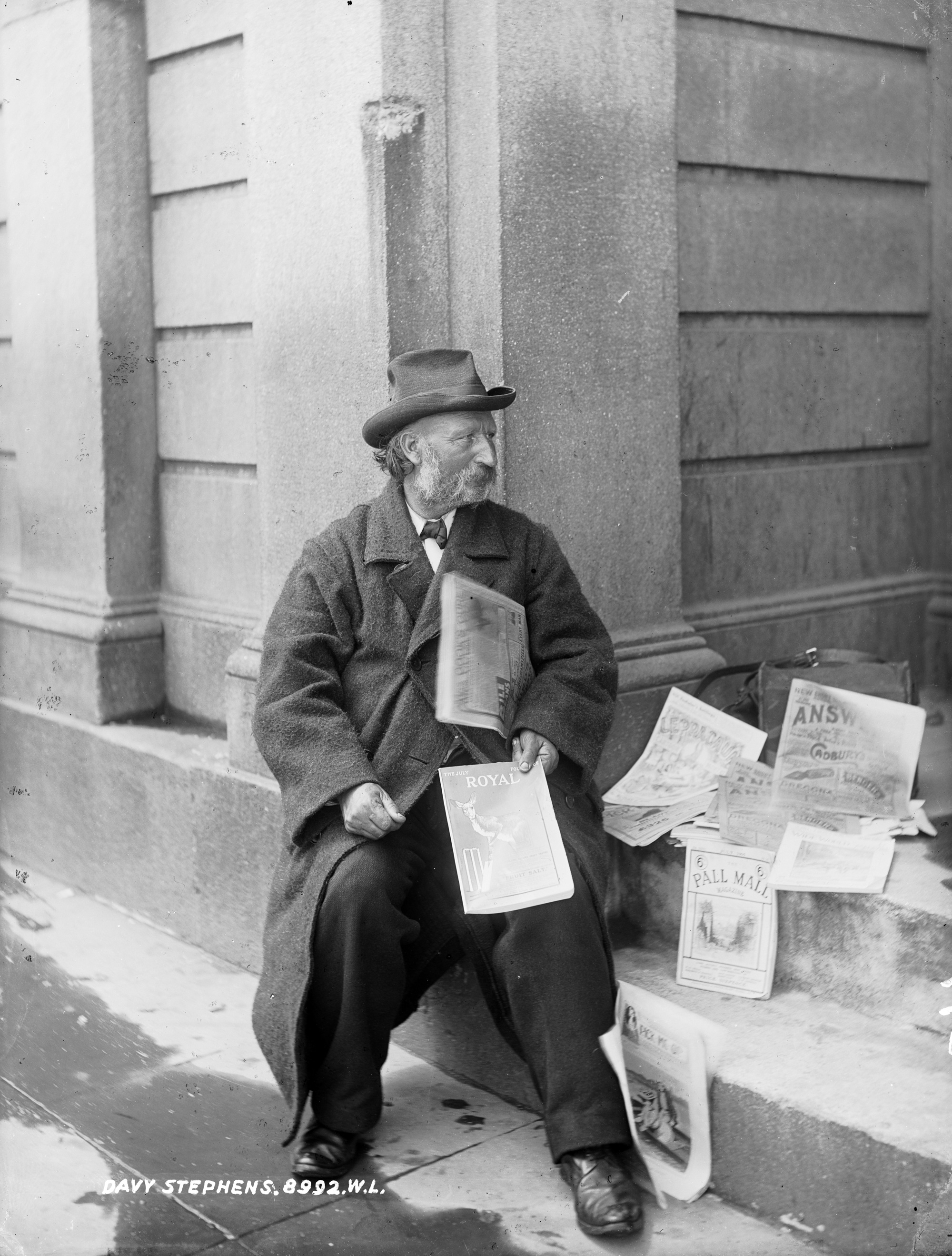
Un venedor de diaris a Kingstown (hui Dun Laoghaire) el 1905

A la República d'Irlanda hi ha diversos diaris, com ara l'Irish Independent, Iris Examiner, The Irish Times, The Star, The Evening Herald, Daily Ireland, The Sun, i en idioma irlandés, Lá Nua. El mercat dominical està prou saturat amb moltes publicacions britàniques. El diari dominical més estés és The Sunday Independent. Altres diaris populars inclouen The Sunday Times, The Sunday Tribune, The Sunday Business Post, Ireland on Sunday i Sunday World.
A Irlanda del Nord, els tres diaris principals són The News Letter, The Irish News, i The Belfast Telegraph. També estan disponibles les versions irlandeses dels periòdics britànics principals i d'alguns diaris escocesos com Daily Record.
En diaris del diumenge, el Belfast Telegraph és l'únic dels tres principals diaris nord-irlandesos que té una publicació dominical: Sunday Life. Tots els principals diaris dominicals del Regne Unit, com The Sun on Sunday, s'hi poden trobar, igual que alguns periòdics irlandesos com el Sunday World.
Hi ha un gran nombre de setmanaris locals tant del Nord com del Sud, i la majoria dels comtats i grans ciutats tenen dues o més publicacions. Curiosament Dublín segueix sent un dels pocs llocs d'Irlanda sense un diari local important des que el Dublin Evening Mail tancà en els anys 1960. El 2004, es va llançar el Dublin Daily, però no aconseguí atraure prou lectors per fer-lo viable.
Una crítica important del mercat de diaris de la República d'Irlanda és la posició forta que Independent News & Media té en el mercat. Controla l'Evening Herald, Irish Independent, Sunday Independent, Sunday World i The Star, a més de tenir una gran participació en la companyia de cable Chorus i indirectament en The Sunday Tribune.
El mercat de les revistes irlandeses és un dels més competitius del món, amb centenars de revistes internacionals disponibles a Irlanda, des de Time i The Economist fins a Hello! i Reader's Digest. Això significa que els títols nacionals troben molt difícil retenir els lectors. Entre les revistes irlandeses més venudes hi ha la Guia RTÉ, Eye Ireland, Irish Tatler, VIP, Phoenix i Dublín.

### Ràdio
La primera transmissió de ràdio coneguda a Irlanda fou una crida a les armes feta per l'Oficina General de Correus al carrer O'Connell durant l'alçament de Pasqua. La primera estació de ràdio oficial a l'illa fou 2BE Belfast, que començà a difondre el 1924. El 1926 aparegué 2RN Dublín i 6CK Cork el 1927. 2BE Belfast més tard esdevingué la BBC Radio Ulster i 2RN Dublín es va convertir en RTÉ. La primera emissora de ràdio comercial de la República, Century Radi, isqué a l'aire el 1989.
Durant els anys noranta i particularment en els primers anys del 2000, desenes d'estacions de ràdio locals han obtingut llicències. Això ha donat lloc a una fragmentació del mercat de l'emissió de ràdio. Aquesta tendència és més notable a Dublín, on n'hi ha 6 estacions privades amb llicència en funcionament.

### Televisió

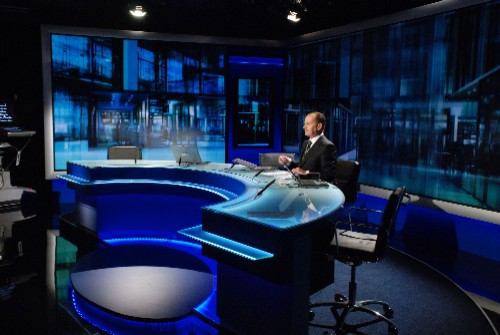
Estudi de televisió de RTÉ News

Irlanda té diferents estacions de televisió disponibles tant al Nord com a la República. A Belfast, les principals estacions de televisió terrestre pertanyen als canals britànics BBC One, BBC Two, ITV, Channel 4 i Channel 5. Tant la BBC com a ITV tenen programació regional local específica per a Irlanda del Nord, produïda i transmesa per la BBC Irlanda del Nord i UTV. Els canals de satèl·lit de Belfast són els mateixos que per al Regne Unit, incloent els de Sky.
En la República d'Irlanda, algunes àrees reberen per primera vegada el senyal de la BBC Gal·les i després la BBC d'Irlanda del Nord, quan va començar a emetre programes de televisió el 1959, abans que RTÉ Television obrís les portes al 1961. Hui els principals canals terrestres de la República són RTÉ One i RTÉ Two. El 1998 començà a emetre Teilifís na Gaeilge (TnaG), ara TG4, que emet en irlandés des del 1996.
Els canals de televisió internacionals britànics tenen àmplia audiència en la República d'Irlanda. Les famílies de canals de la BBC i d'ITV estan disponibles debades en tota la República, i hi ha àmplia disponibilitat dels quatre principals canals del Regne Unit (BBC1, BBC2, ITV1 i Channel Four). També estan disponibles Sky One, I4 i diversos centenars de canals per satèl·lit. Parts de la República poden accedir al Freeview, sistema de televisió digital del Regne Unit.

### Cinema

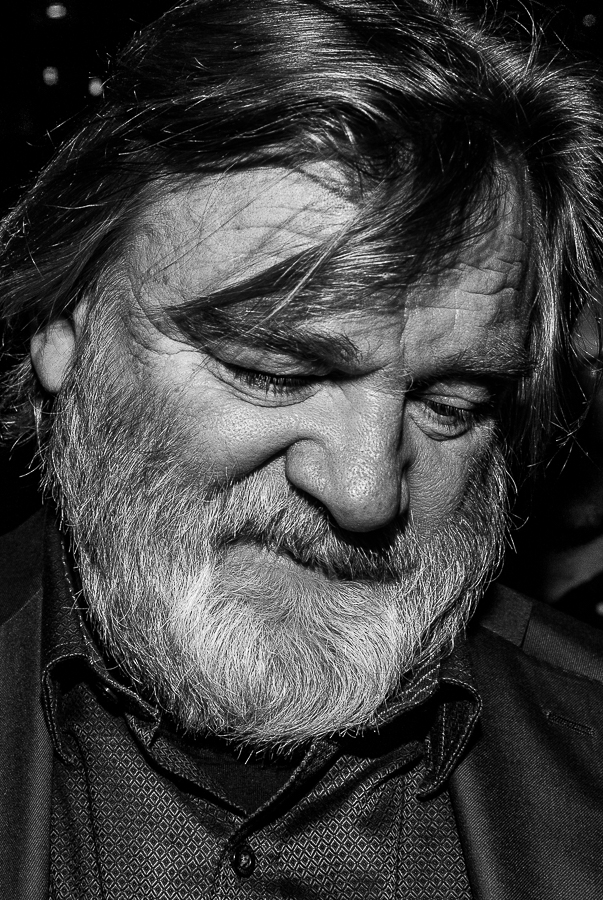
L'actor irlandés Brendan Gleeson

En la República d'Irlanda, la indústria cinematogràfica ha crescut ràpidament als darrers anys, gràcies a la promoció del sector per la Irish Film Board (Bord Scannán na hÉireann, en irlandés), i a la introducció d'exempcions fiscals. Algunes de les pel·lícules irlandeses més destacades són Intermission (2001), Man About Dog (2004), Michael Collins (1996), Les cendres d'Angela (1999), My Left Foot (1989), The Crying Game (1992), En el nom del pare (1994), The Commitments (1991), The Wind That Shakes the Barley (2006) i Once (2007). Als darrers anys, el cinema irlandés ha temptejat el cinema d'animació, com ara El secret de Kells (2009) i La cançó del mar (2014).
Els directors de cinema irlandesos més reeixits són Neil Jordan, John Carney i Jim Sheridan. Els actors irlandesos més coneguts són: Richard Harris, Peter O'Toole, Maureen O'Hara, Michael Gambon, Colm Meaney, Gabriel Byrne, Pierce Brosnan, Liam Neeson, Daniel Day-Lewis, Cillian Murphy, Jonathan Rhys Meyers, Saoirse Ronan, Brendan Gleeson, Domhnall Gleeson, Michael Fassbender, Ruth Negga, Jamie Dornan, Fiona Shaw, Colin O'Donoghue i Colin Farrell.
Irlanda també ha demostrat ser un lloc popular per filmar pel·lícules. La primera pel·lícula filmada a Irlanda fou A Lad from Old Ireland, una pel·lícula de cinema mut feta el 1910. D'aleshores ençà, Irlanda ha estat lloc de films com The Quiet Man (1952), El lleó a l'hivern (1968), Excalibur (1981), Saving Private Ryan (1998), Braveheart (1995), Rei Artur (2004), PS I Love You (2007) i Star Wars: episodi VII: El despertar de la força (2015).

## Organitzacions, institucions i esdeveniments culturals
Irlanda està ben proveïda de museus i galeries d'art i ofereix, especialment durant els mesos d'estiu, una àmplia gamma d'esdeveniments culturals: des de festivals d'art a fires agrícoles. El més popular d'aquells és el festival anual de la diada de Sant Patrici de Dublín, que atrau 500.000 persones, i els campionats nacionals de l'arada amb una assistència de 400.000. També hi ha un nombre d'escoles d'estiu en temes de música tradicional, literatura i arts.
Les principals organitzacions responsables de finançar i promoure la cultura irlandesa són:
- Consell d'Arts d'Irlanda
- Consell d'Arts d'Irlanda del Nord
- Cultura Irlanda
- Department d'Arts, Herències i el Gaeltacht (República d'Irlanda)
- Department de Cultura, Arts i Oci (Belfast)

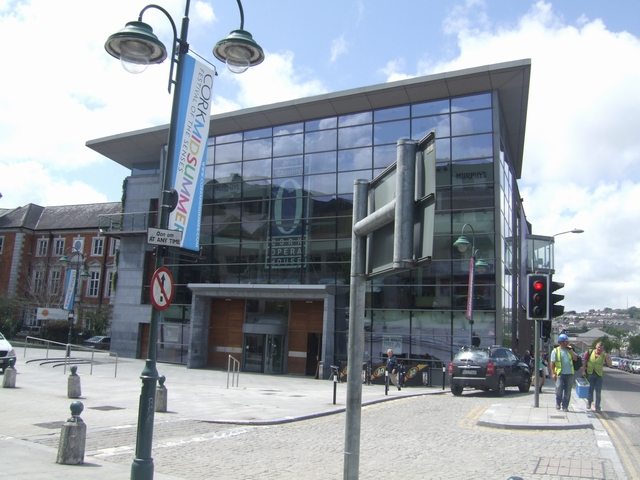
Cork Opera House

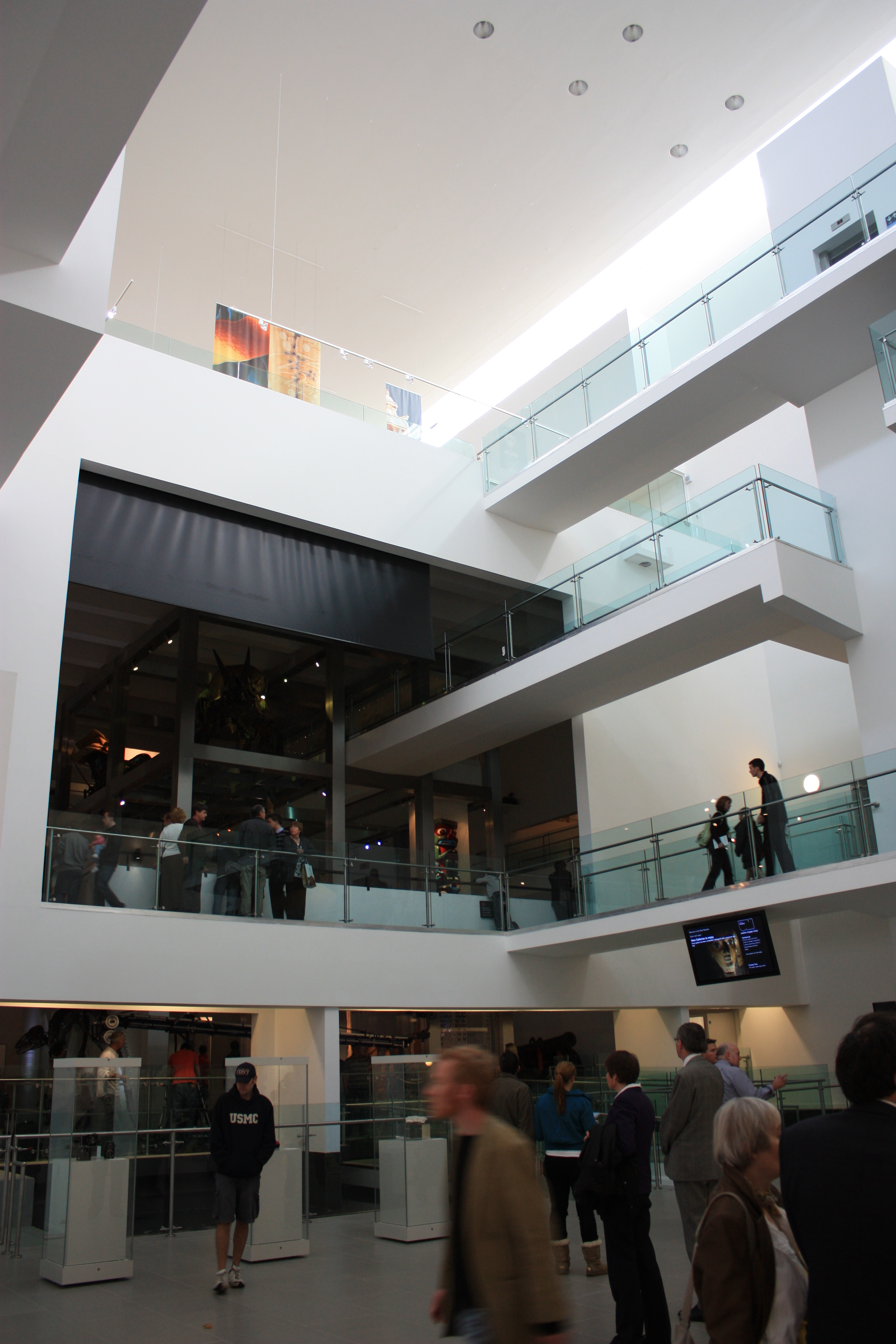
Museu de l'Ulster, Belfast

Llista d'organitzacions i institucions
| - Abbey Theatre - Ambassador Theatre - Aosdána - Consell d'Arts d'Irlanda - Art Projects Network - Chester Beatty Library - Comhaltas Ceoltóirí Éireann - Conradh na Gaeilge - Cork Opera House - Cultura Irlanda - Teatre Druida, Galway - Dublin Writers Museum - Gate Theatre - Gran òpera de Belfast - Galeria Hugh Lane, Dublín - Heritage Council - Fundació Irlandesa d'Arquitectura - Societat Georgiana Irlandesa - Ireland Literature Exchange (ILE) | - Museo Irlandés de Arte Moderno en el Royal Hospital Kilmainham - Asociación de Museos Irlandeses - Centro James Joyce - Lime Tree Theatre, Limerick - Macnas, Galway - National Archives of Ireland - Sala Nacional de Conciertos de Dublín - National Folklore Collection UCD - Galería Nacional de Irlanda - Biblioteca Nacional de Irlanda - Museo Nacional de Irlanda - Archivo Nacional de Fotografía - Museo Nacional de Transporte de Irlanda - Museo Nacional de Cera de Irlanda - Northern Ireland Screen - National Trust (Reino Unido) - Oficina de Obras Públicas | - Poetry Ireland - Real Sociedad de Dublín - Real Academia de Irlanda - Real Academia de Música Irlandesa - Real Sociedad de Anticuarios de Irlanda - Real Academia de Artes del Ulster - SFX City Theatre - State Heraldic Museum - Taibhdhearc na Gaillimhe, teatro en lengua irlandesa, Galway - Temple Bar Cultural Trust - The Helix, centro de presentaciones artísticas, Dublín - The Hunt Museum, Limerick - Teatro The Point - Ulster American Folk Park, Omagh - Ulster Folk and Transport Museum, condado de Down - Museo del Ulster, Belfast - Universidad de Limerick - W5, Belfast |

Esdeveniments

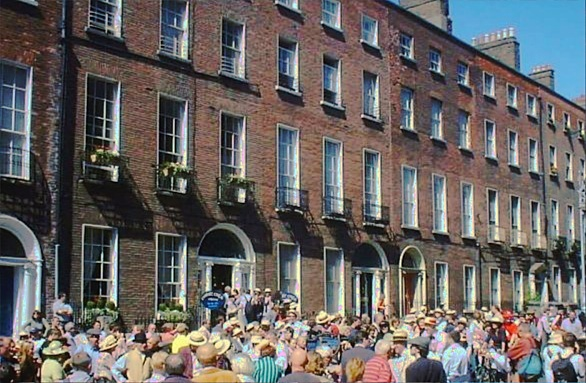
Celebració de Bloomsday a Dublín

| - Bloomsday - Diada de Sant Patrici - The Twelfth - Festival de Sant Patrici i Skyfest - National Ploughing Championships - Puck Fair, Killorglin | - Galway Arts Festival - Maiden City Festival - Cork Jazz Festival - Bray Jazz Festival - Dublin Theatre Festival - Earagail Arts Festival | - Fleadh Cheoil - Harvest Time Blues - Heritage Week - Kilkenny Cat Laughs Comedy Festival - City of Derry Jazz and Big Band Festival - Clifden Arts Festival |